# Quatre Jours de Dunkerque 2015
La 61e édition des Quatre Jours de Dunkerque a eu lieu du 6 au 10 mai 2015. La course fait partie du calendrier UCI Europe Tour 2015 en catégorie 2.HC.
L'épreuve a été remportée par le Lituanien Ignatas Konovalovas (Marseille 13 KTM) qui s'impose respectivement de quatorze secondes devant le Français Bryan Coquard (Europcar), vainqueur de la première étape, et trente-et-une sur l'Estonien Alo Jakin (Auber 93).
Coquard remporte le classement par points et celui du meilleur jeune tandis que son compatriote Julien Antomarchi (Roubaix Lille Métropole) gagne celui de la montagne. La formation française Bretagne-Séché Environnement finit quant à elle meilleure équipe.

## Présentation

### Équipes
Classés en catégorie 2.HC de l'UCI Europe Tour, les Quatre Jours de Dunkerque sont par conséquent ouverts aux WorldTeams dans la limite de 70 % des équipes participantes, aux équipes continentales professionnelles, aux équipes continentales françaises et à une équipe nationale française.
Seize équipes participent à ces Quatre Jours de Dunkerque - deux WorldTeams, dix équipes continentales professionnelles et quatre équipes continentales :
| UCI WorldTeams   | UCI WorldTeams | UCI WorldTeams |
| Nom de l'équipe  | Pays           | Code           |
| ---------------- | -------------- | -------------- |
| AG2R La Mondiale | France         | ALM            |
| FDJ              | France         | FDJ            |

| Équipes continentales professionnelles | Équipes continentales professionnelles | Équipes continentales professionnelles |
| Nom de l'équipe                        | Pays                                   | Code                                   |
| -------------------------------------- | -------------------------------------- | -------------------------------------- |
| Bora-Argon 18                          | Allemagne                              | BOA                                    |
| Bretagne-Séché Environnement           | France                                 | BSE                                    |
| Caja Rural-Seguros RGA                 | Espagne                                | CJR                                    |
| Cofidis                                | France                                 | COF                                    |
| Colombia                               | Colombie                               | COL                                    |
| Cult Energy                            | Danemark                               | CLT                                    |
| Europcar                               | France                                 | EUC                                    |
| Roompot Oranje Peloton                 | Pays-Bas                               | ROP                                    |
| Topsport Vlaanderen-Baloise            | Belgique                               | TSV                                    |
| Wanty-Groupe Gobert                    | Belgique                               | WGG                                    |

| Équipes continentales   | Équipes continentales | Équipes continentales |
| Nom de l'équipe         | Pays                  | Code                  |
| ----------------------- | --------------------- | --------------------- |
| Armée de Terre          | France                | ADT                   |
| Auber 93                | France                | AUB                   |
| Marseille 13 KTM        | France                | M13                   |
| Roubaix Lille Métropole | France                | RLM                   |

## Étapes
| \| Dunkerque Orchies Fontaine-au-Pire Maubeuge Barlin Saint-Omer Lestrem Cassel Cappelle-la-Grande \| Carte des villes accueillant les départs et les arrivées. |
| Dunkerque Orchies Fontaine-au-Pire Maubeuge Barlin Saint-Omer Lestrem Cassel Cappelle-la-Grande                                                                 |

La 61e édition des Quatre Jours de Dunkerque est constituée de cinq étapes pour un total de 883,8 kilomètres à parcourir du 6 au 10 mai 2015.
| Étape     | Date   | Villes étapes                  | type            | Distance (km) | Vainqueur d'étape | Leader du classement général |
| --------- | ------ | ------------------------------ | --------------- | ------------- | ----------------- | ---------------------------- |
| 1re étape | 6 mai  | Dunkerque – Orchies            | étape vallonnée | 178,7         | Bryan Coquard     | Bryan Coquard                |
| 2e étape  | 7 mai  | Fontaine-au-Pire – Maubeuge    | étape de plaine | 178,7         | Jonas Ahlstrand   | Bryan Coquard                |
| 3e étape  | 8 mai  | Barlin – Saint-Omer            | étape de plaine | 176,7         | Alexis Gougeard   | Bryan Coquard                |
| 4e étape  | 9 mai  | Lestrem – Cassel               | étape vallonnée | 178,7         | Omar Fraile       | Ignatas Konovalovas          |
| 5e étape  | 10 mai | Cappelle-la-Grande – Dunkerque | étape de plaine | 171           | Edward Theuns     | Ignatas Konovalovas          |

## Déroulement de la course

### 1reétape
| Classement de l'étape | Classement de l'étape | Classement de l'étape | Classement de l'étape       | Classement de l'étape |
|                       | Coureur               | Pays                  | Équipe                      | Temps                 |
| --------------------- | --------------------- | --------------------- | --------------------------- | --------------------- |
| 1er                   | Bryan Coquard         | France                | Europcar                    | en 4 h 16 min 34 s    |

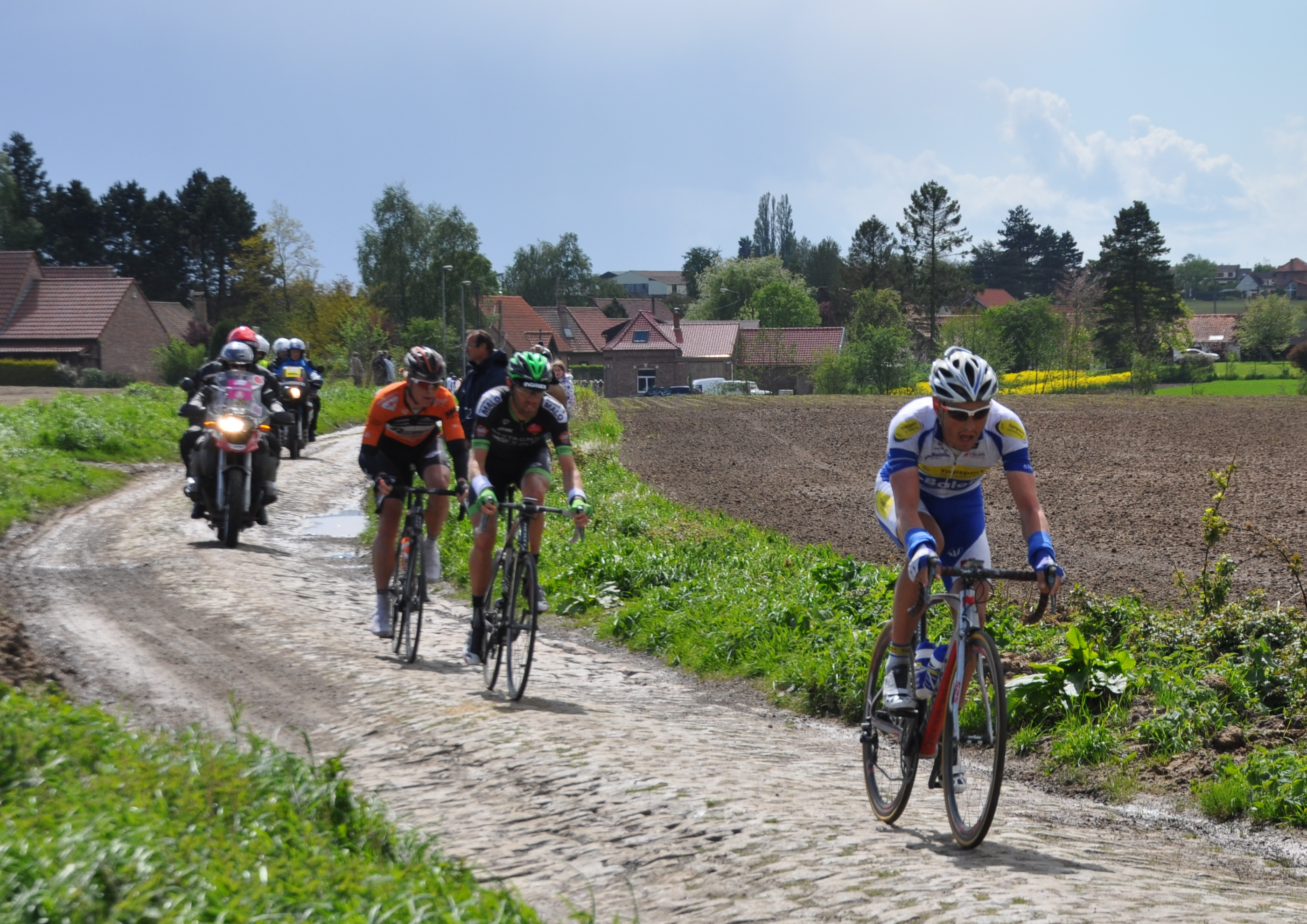
Preben Van Hecke,
Ivar Slik, et Arnaud Gérard échappés sur le secteur pavé de Mons-en-Pévèle.

| 2e                    | Edward Theuns         | Belgique              | Topsport Vlaanderen-Baloise | + 0 s                 |
| 3e                    | Ignatas Konovalovas   | Lituanie              | Marseille 13 KTM            | + 4 s                 |
| 4e                    | Damien Gaudin         | France                | AG2R La Mondiale            | + 13 s                |
| 5e                    | Björn Thurau          | Allemagne             | Bora-Argon 18               | + 13 s                |
| 6e                    | Pieter Vanspeybrouck  | Belgique              | Topsport Vlaanderen-Baloise | + 26 s                |
| 7e                    | Tim Declercq          | Belgique              | Topsport Vlaanderen-Baloise | + 26 s                |
| 8e                    | Alo Jakin             | Estonie               | Auber 93                    | + 26 s                |
| 9e                    | Steve Chainel         | France                | Cofidis                     | + 26 s                |
| 10e                   | Mads Pedersen         | Danemark              | Cult Energy                 | + 26 s                |
| modifier              |                       |                       |                             |                       |

| Classement général | Classement général   | Classement général | Classement général           | Classement général |
|                    | Coureur              | Pays               | Équipe                       | Temps              |
| ------------------ | -------------------- | ------------------ | ---------------------------- | ------------------ |
| 1er                | Bryan Coquard        | France             | Europcar                     | en 4 h 16 min 24 s |
| 2e                 | Edward Theuns        | Belgique           | Topsport Vlaanderen-Baloise  | + 4 s              |
| 3e                 | Ignatas Konovalovas  | Lituanie           | Marseille 13 KTM             | + 10 s             |
| 4e                 | Yauheni Hutarovich   | Biélorussie        | Bretagne-Séché Environnement | + 10 s             |
| 5e                 | Damien Gaudin        | France             | AG2R La Mondiale             | + 23 s             |
| 6e                 | Björn Thurau         | Allemagne          | Bora-Argon 18                | + 23 s             |
| 7e                 | Pieter Vanspeybrouck | Belgique           | Topsport Vlaanderen-Baloise  | + 36 s             |
| 8e                 | Tim Declercq         | Belgique           | Topsport Vlaanderen-Baloise  | + 36 s             |
| 9e                 | Alo Jakin            | Estonie            | Auber 93                     | + 36 s             |
| 10e                | Steve Chainel        | France             | Cofidis                      | + 36 s             |
| modifier           |                      |                    |                              |                    |

Cérémonie de remise des prix à l'issue de la première étape
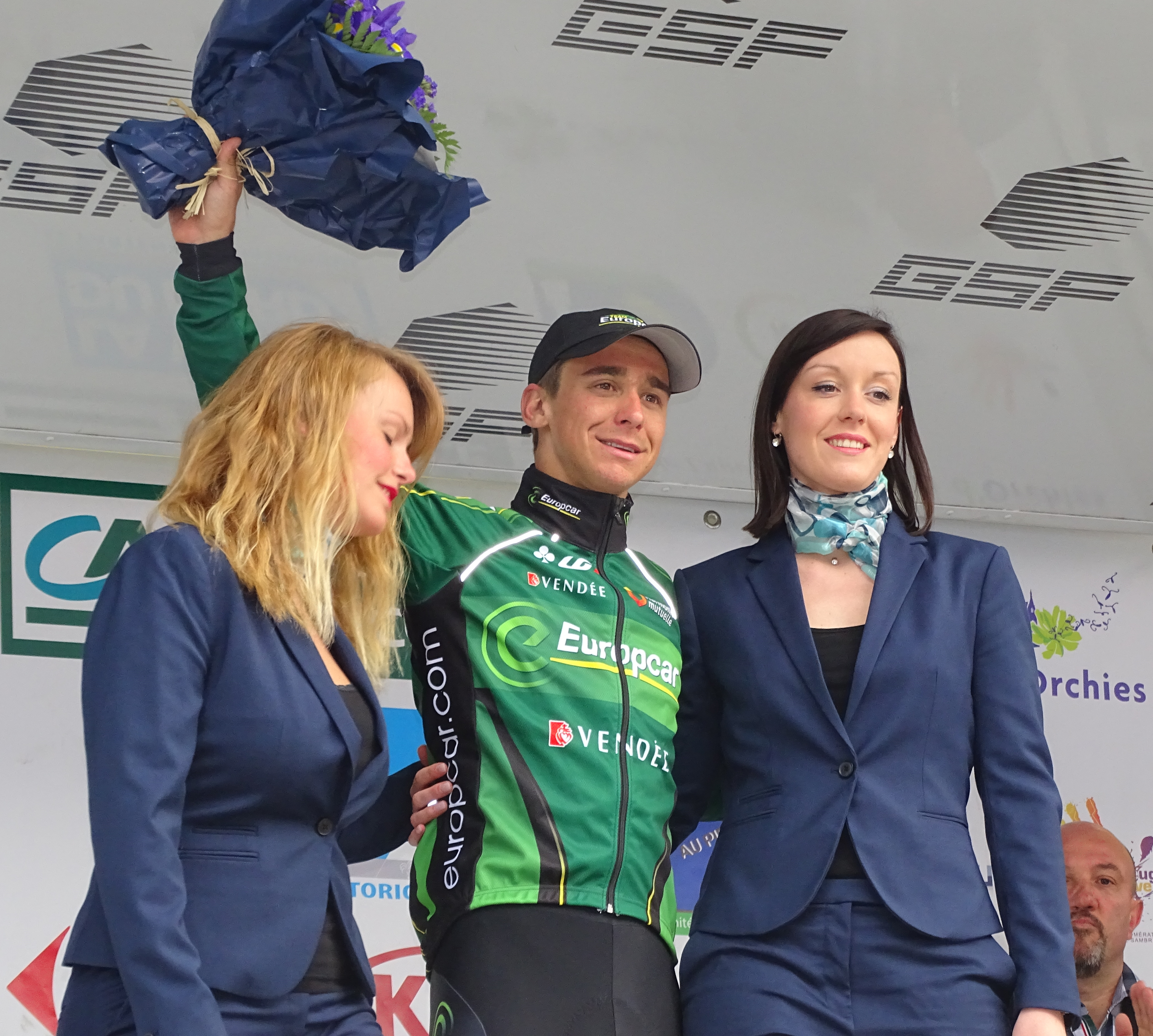
Bryan Coquard, vainqueur de l'étape.
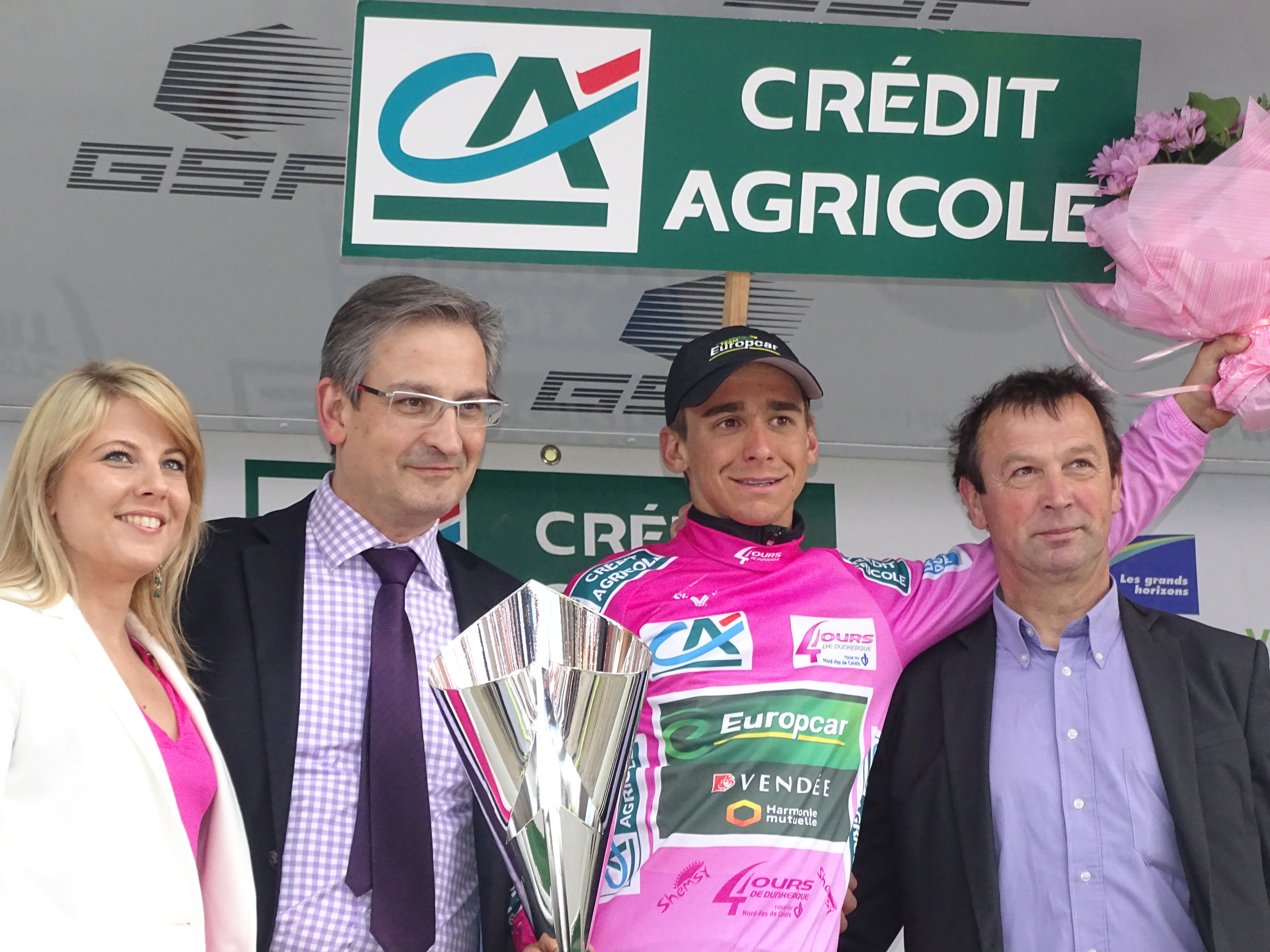
Bryan Coquard, leader du classement général.
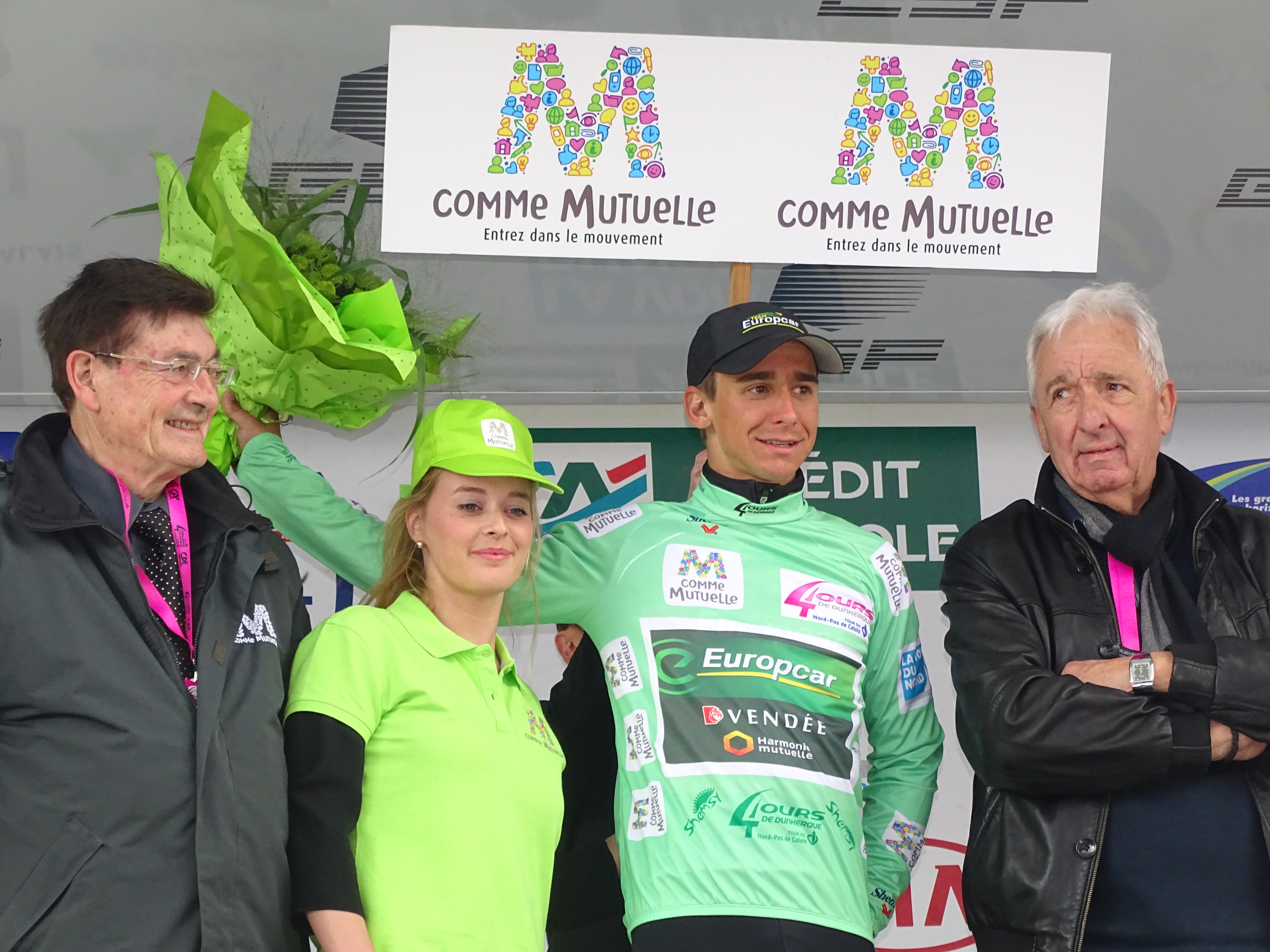
Bryan Coquard, leader du classement par points.
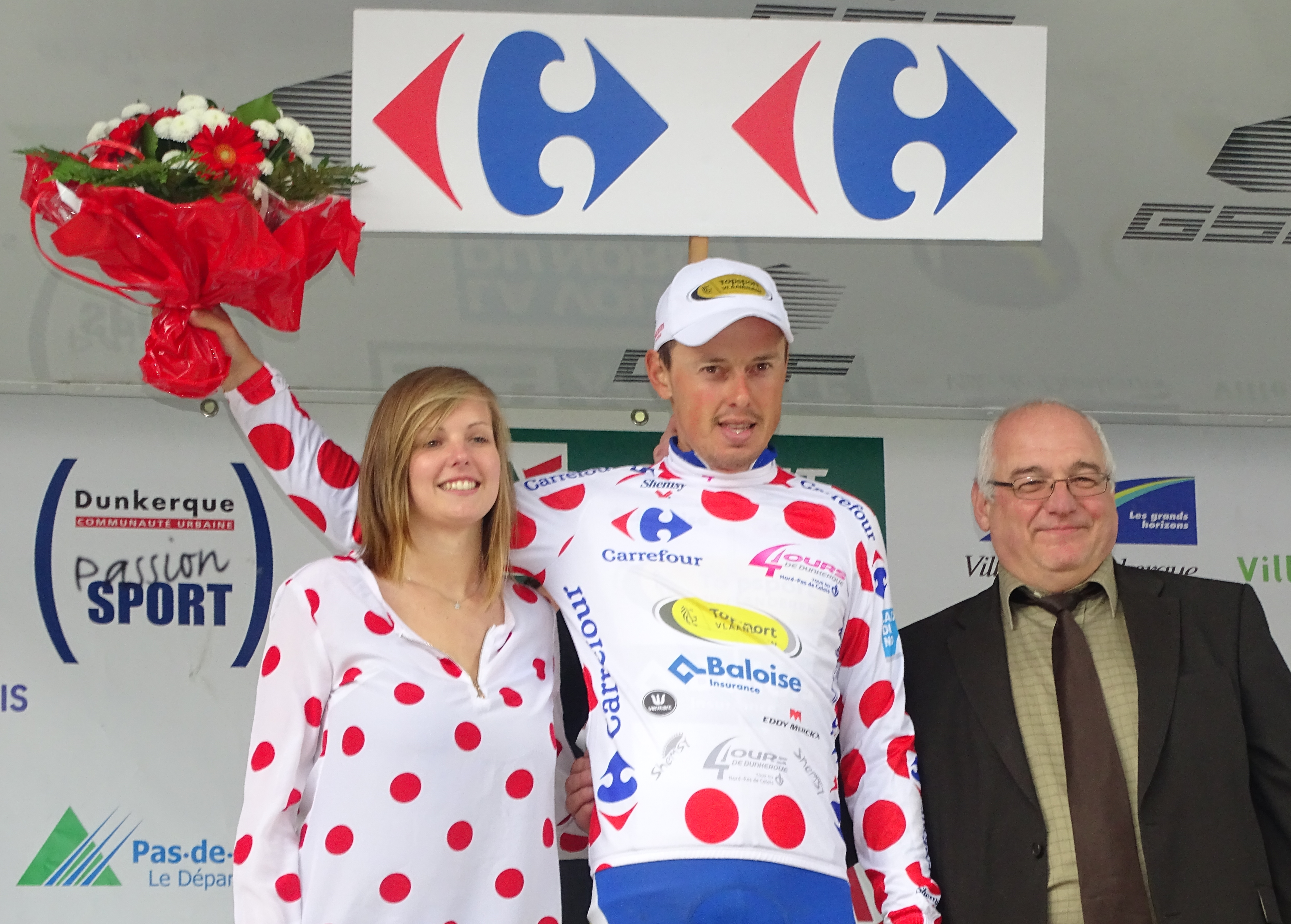
Preben Van Hecke, leader du classement de la montagne.
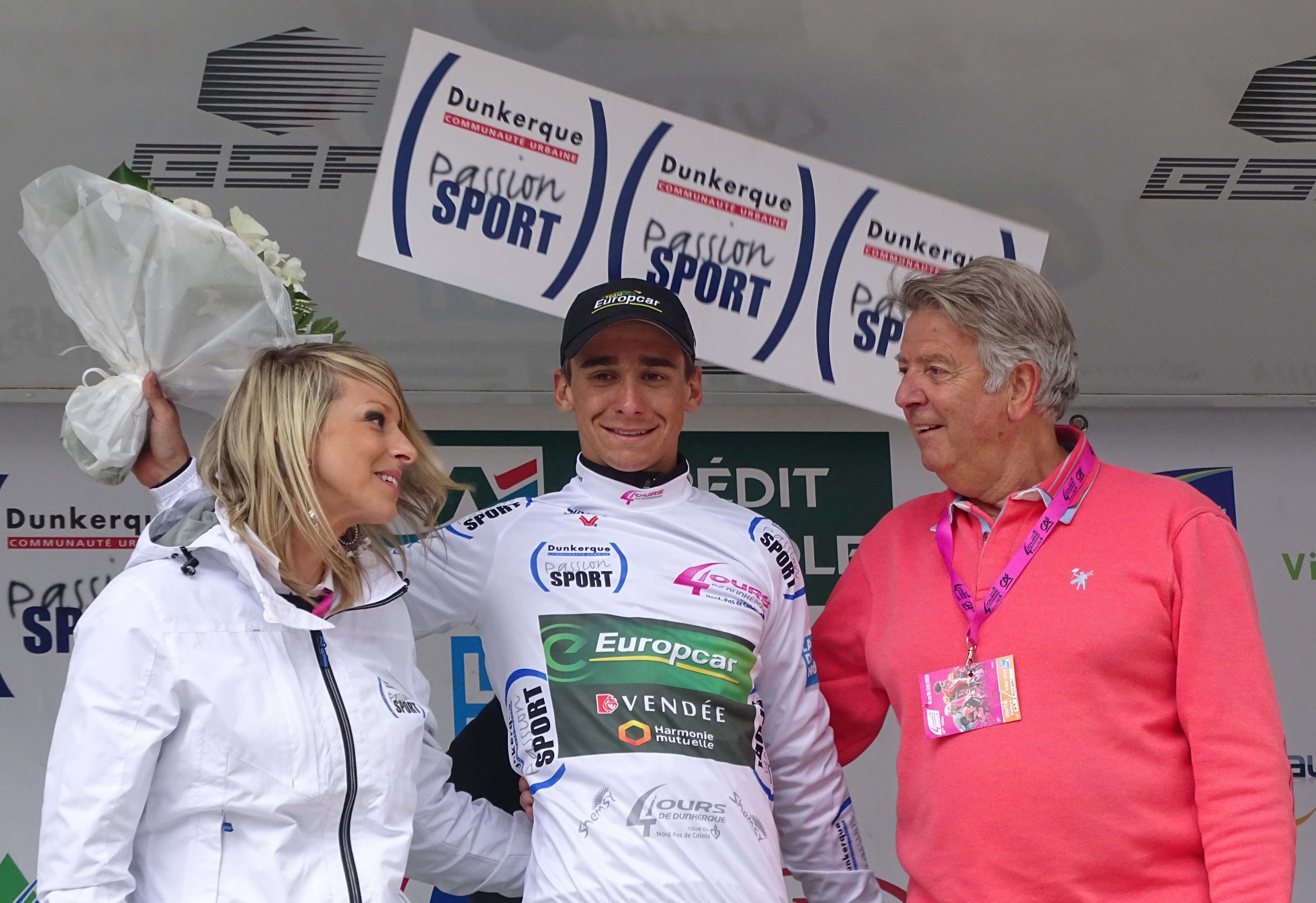
Bryan Coquard, leader du classement du meilleur jeune.
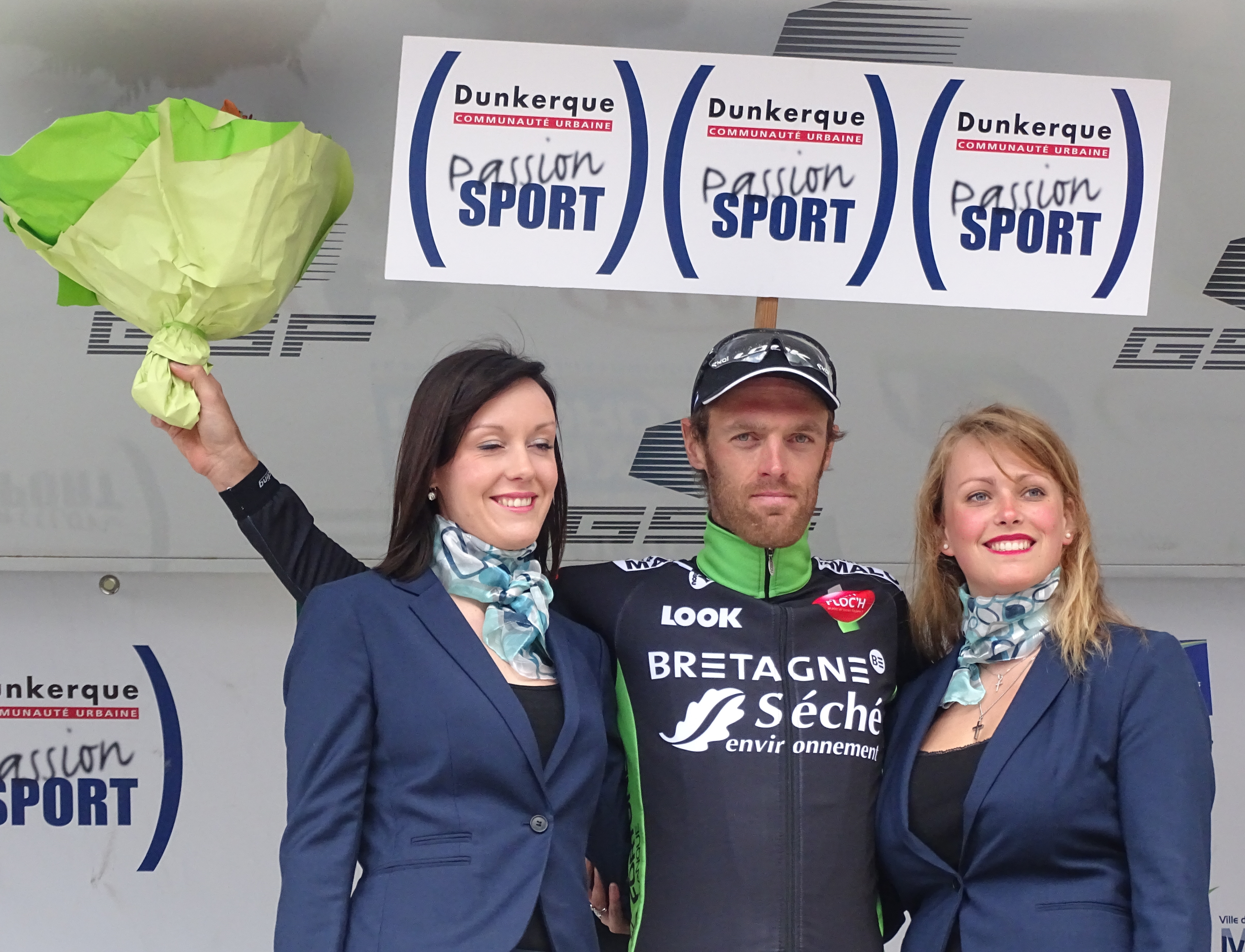
Arnaud Gérard, vainqueur du classement des rushs de la journée.
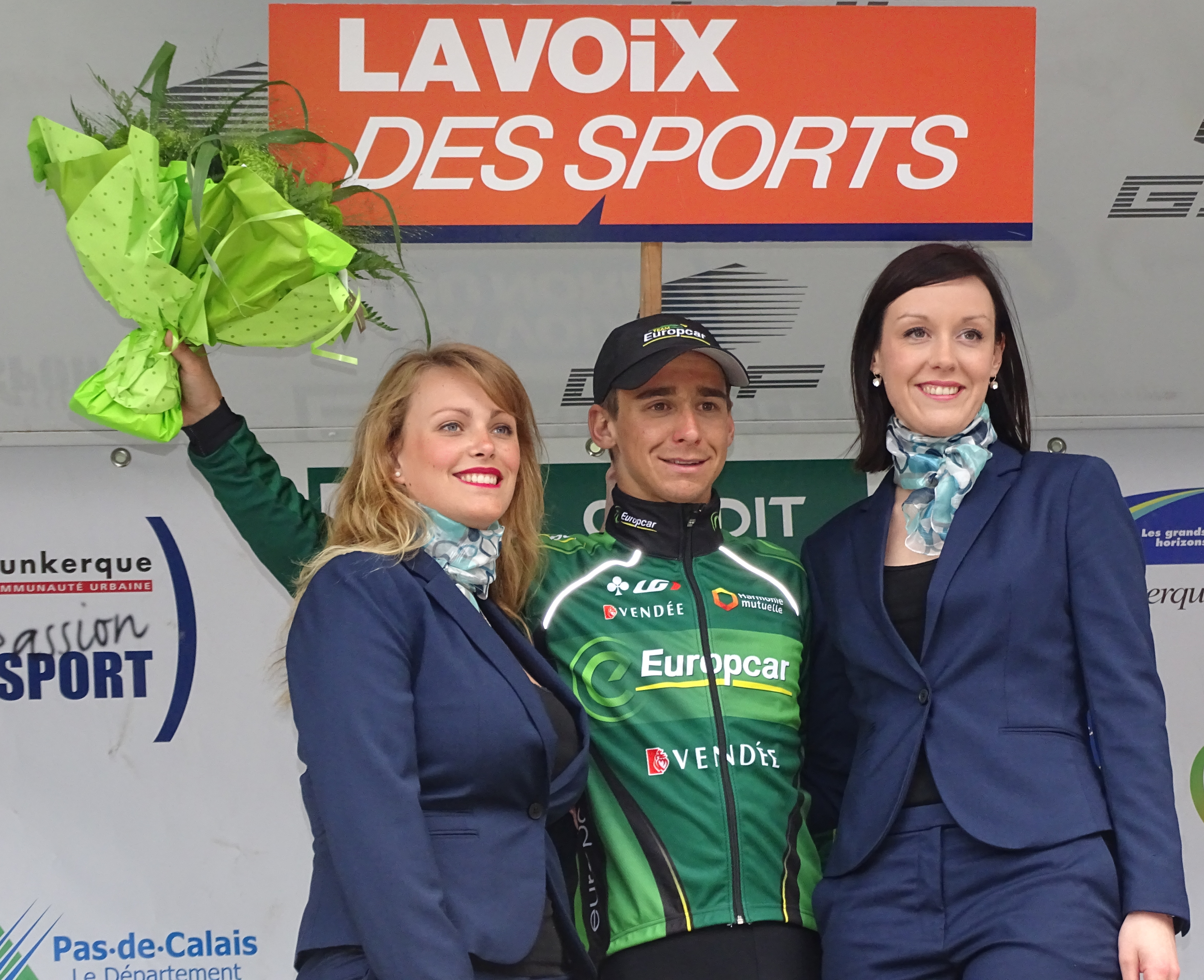
Bryan Coquard, coureur le plus combatif.

### 2eétape
| Classement de l'étape | Classement de l'étape | Classement de l'étape | Classement de l'étape        | Classement de l'étape |
|                       | Coureur               | Pays                  | Équipe                       | Temps                 |
| --------------------- | --------------------- | --------------------- | ---------------------------- | --------------------- |
| 1er                   | Jonas Ahlstrand       | Suède                 | Cofidis                      | en 4 h 13 min 50 s    |
| 2e                    | Bryan Coquard         | France                | Europcar                     | m.t                   |
| 3e                    | Benjamin Giraud       | France                | Marseille 13 KTM             | m.t                   |
| 4e                    | Phil Bauhaus          | Allemagne             | Bora-Argon 18                | m.t                   |
| 5e                    | Edward Theuns         | Belgique              | Topsport Vlaanderen-Baloise  | m.t                   |
| 6e                    | Yauheni Hutarovich    | Biélorussie           | Bretagne-Séché Environnement | m.t                   |
| 7e                    | Baptiste Planckaert   | Belgique              | Roubaix Lille Métropole      | m.t                   |
| 8e                    | Raymond Kreder        | Pays-Bas              | Roompot Oranje Peloton       | m.t                   |
| 9e                    | Clément Venturini     | France                | Cofidis                      | m.t                   |
| 10e                   | Roy Jans              | Belgique              | Wanty-Groupe Gobert          | m.t                   |
| modifier              |                       |                       |                              |                       |

| Classement général | Classement général  | Classement général | Classement général           | Classement général |
|                    | Coureur             | Pays               | Équipe                       | Temps              |
| ------------------ | ------------------- | ------------------ | ---------------------------- | ------------------ |
| 1er                | Bryan Coquard       | France             | Europcar                     | en 8 h 30 min 6 s  |
| 2e                 | Edward Theuns       | Belgique           | Topsport Vlaanderen-Baloise  | + 12 s             |
| 3e                 | Yauheni Hutarovich  | Biélorussie        | Bretagne-Séché Environnement | + 18 s             |
| 4e                 | Ignatas Konovalovas | Lituanie           | Marseille 13 KTM             | + 18 s             |
| 5e                 | Björn Thurau        | Allemagne          | Bora-Argon 18                | + 40 s             |
| 6e                 | Damien Gaudin       | France             | AG2R La Mondiale             | + 40 s             |
| 7e                 | Mads Pedersen       | Danemark           | Cult Energy                  | + 44 s             |
| 8e                 | Steve Chainel       | France             | Cofidis                      | + 44 s             |
| 9e                 | Alexandre Blain     | France             | Marseille 13 KTM             | + 44 s             |
| 10e                | Laurent Pichon      | France             | FDJ                          | + 50 s             |
| modifier           |                     |                    |                              |                    |

Cérémonie de remise des prix à l'issue de la deuxième étape
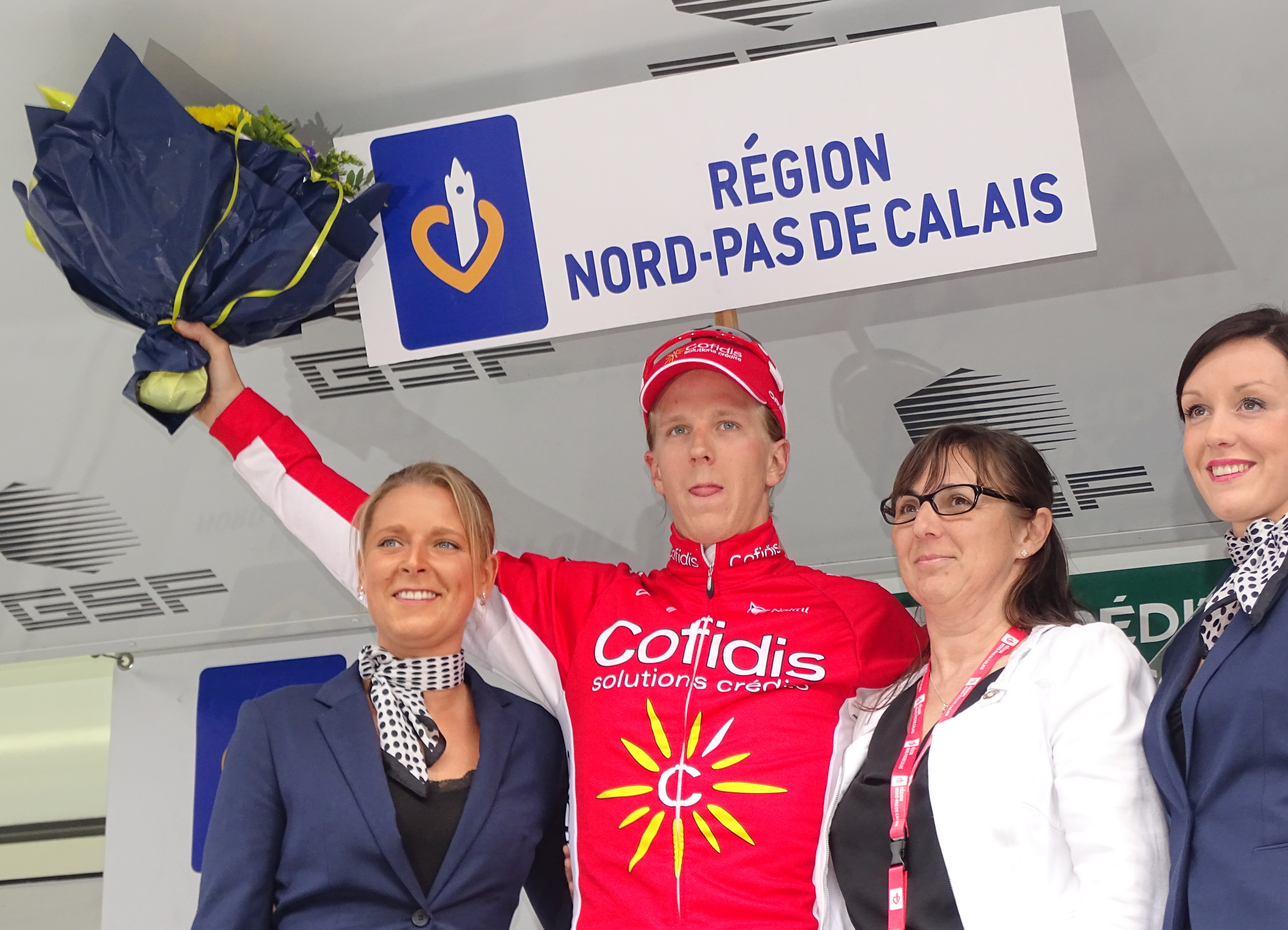
Jonas Ahlstrand, vainqueur de l'étape.
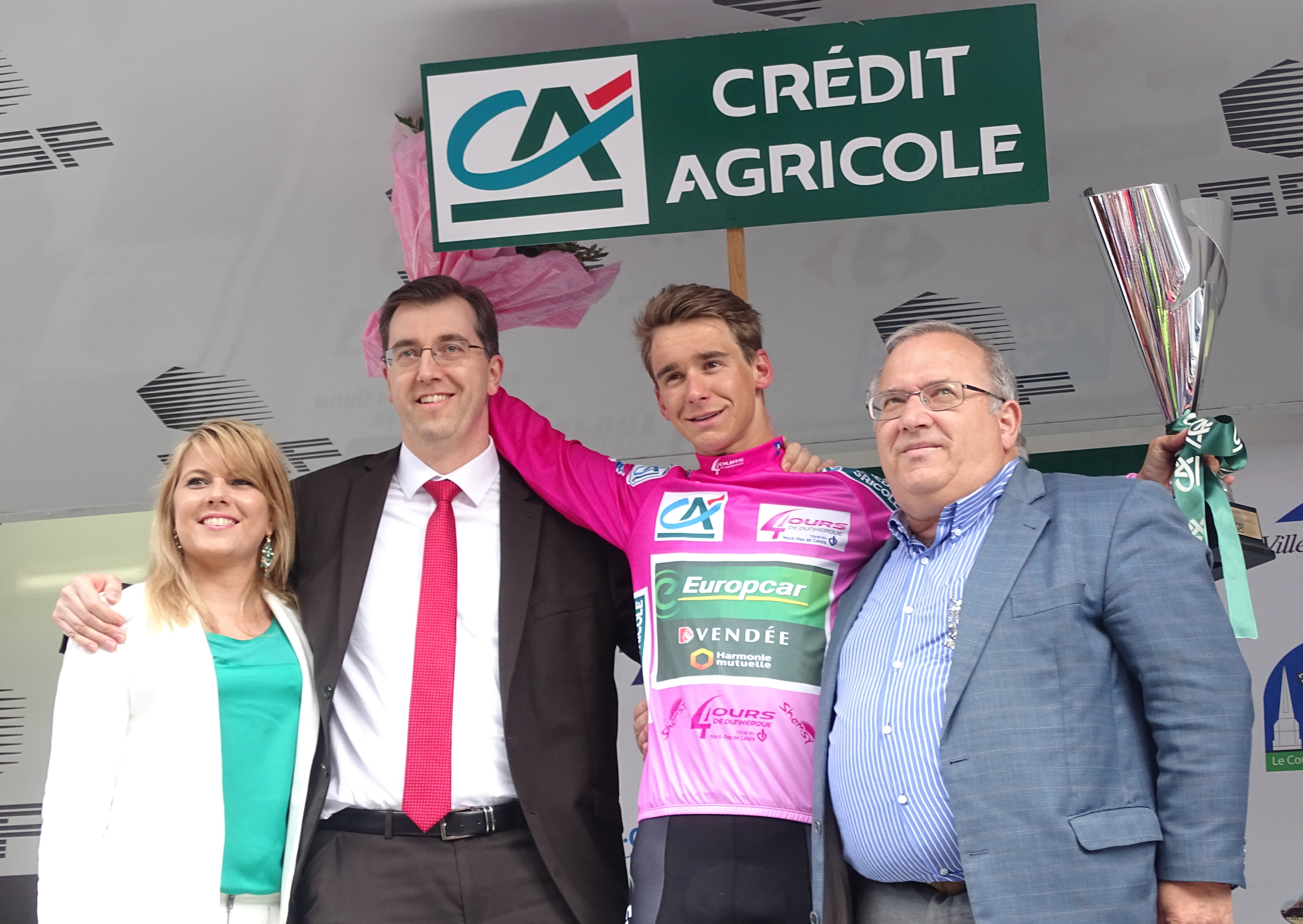
Bryan Coquard, leader du classement général.
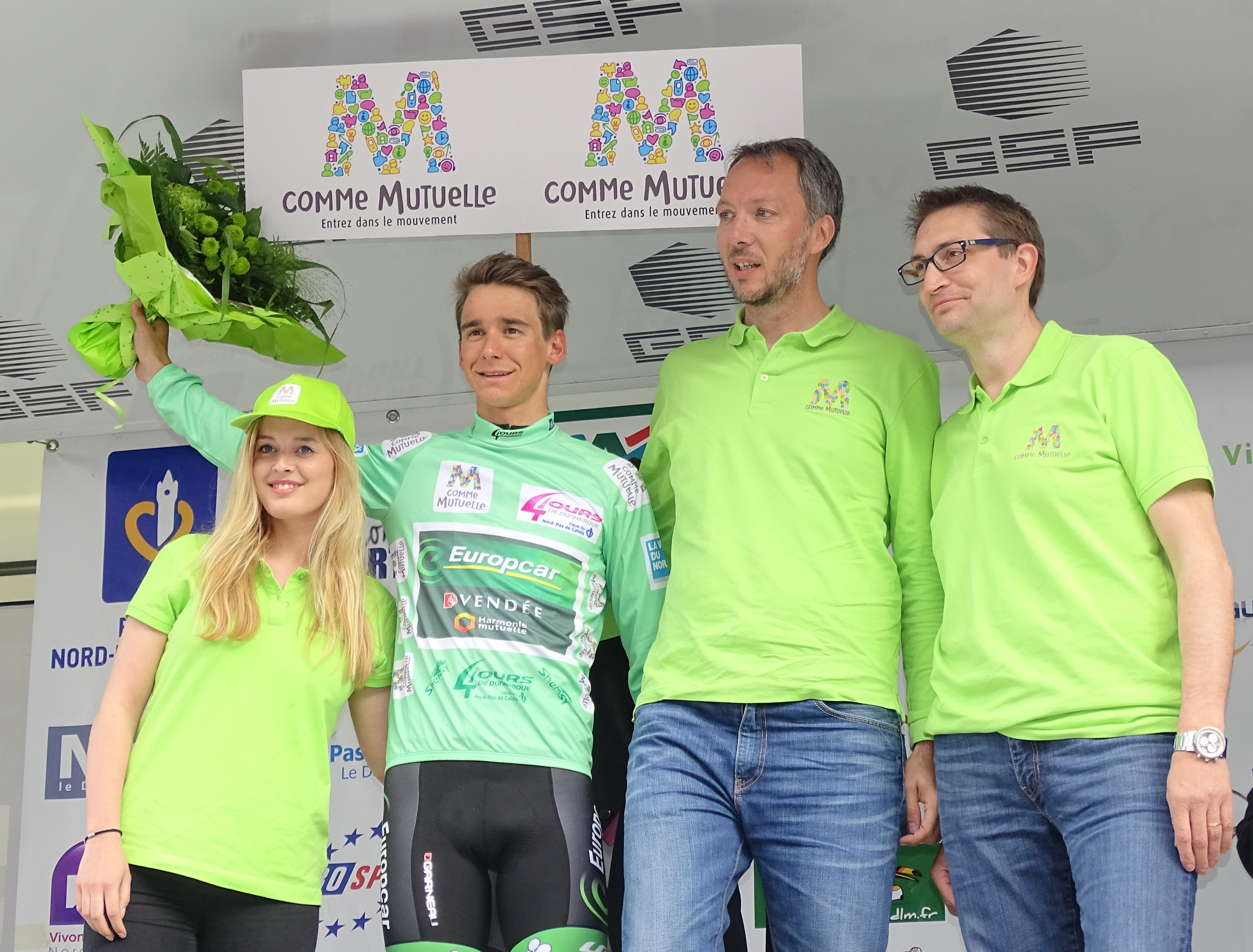
Bryan Coquard, leader du classement par points.
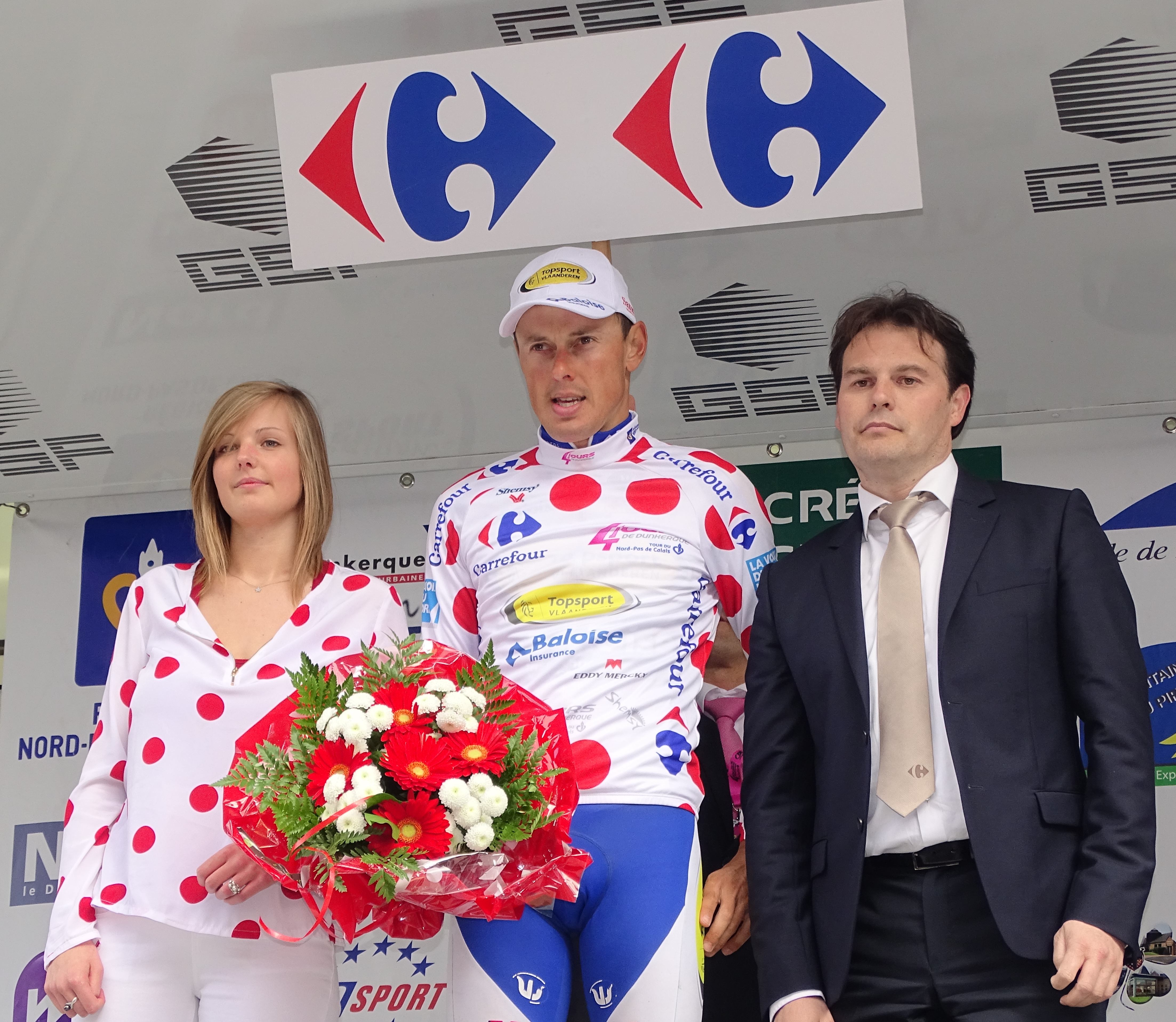
Preben Van Hecke, leader du classement de la montagne.
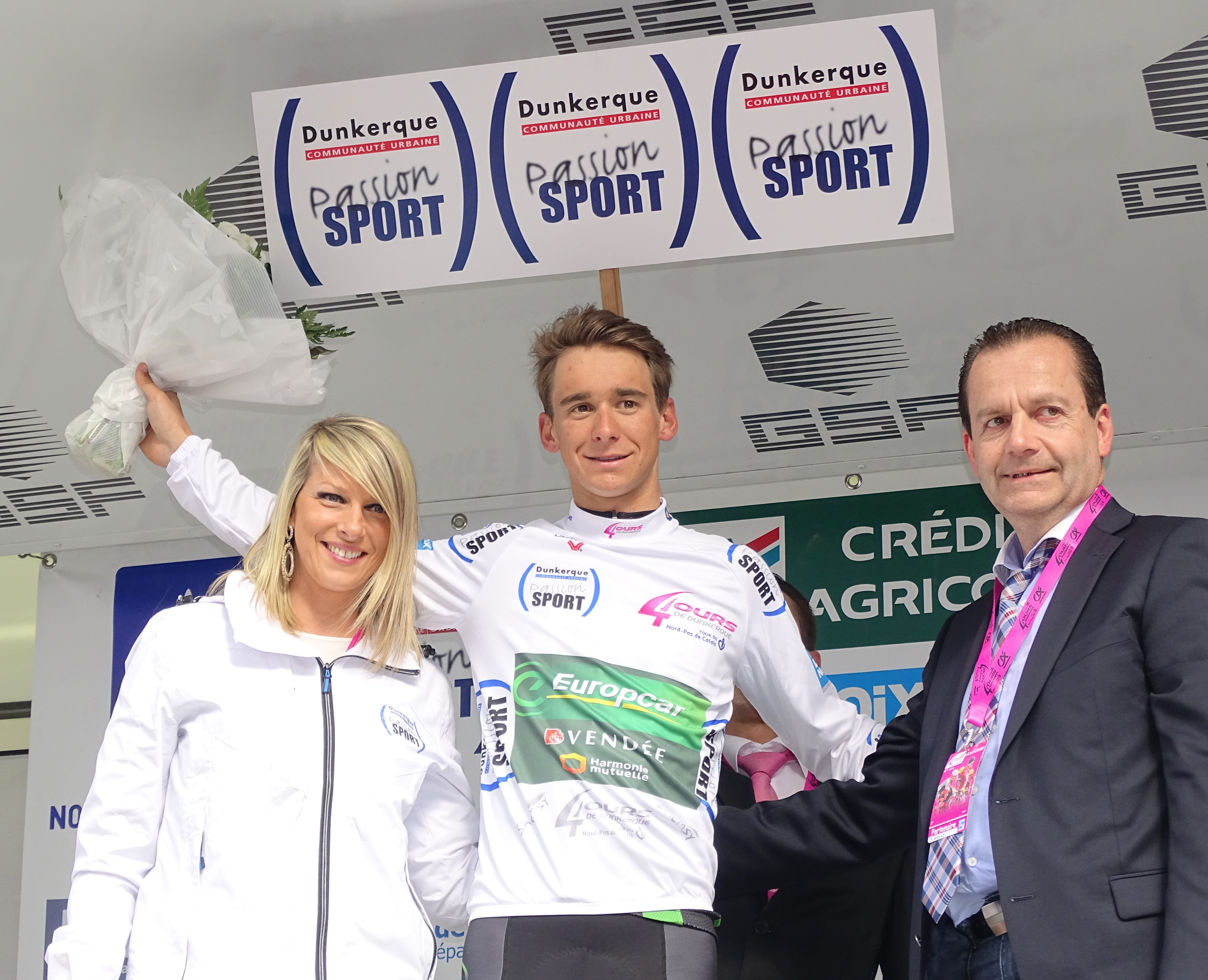
Bryan Coquard, leader du classement du meilleur jeune.
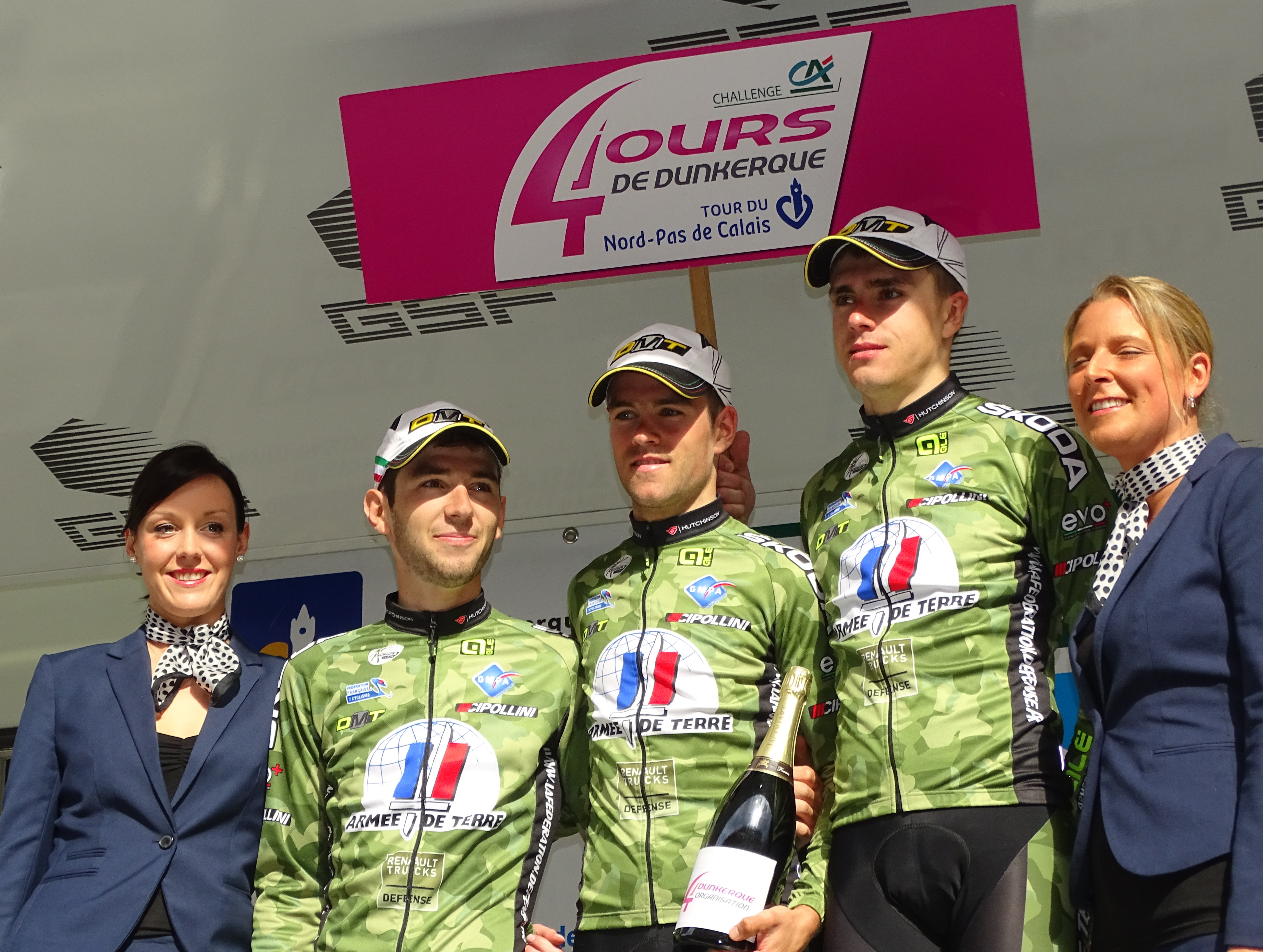
L'équipe Armée de Terre, primée pour sa combativité.
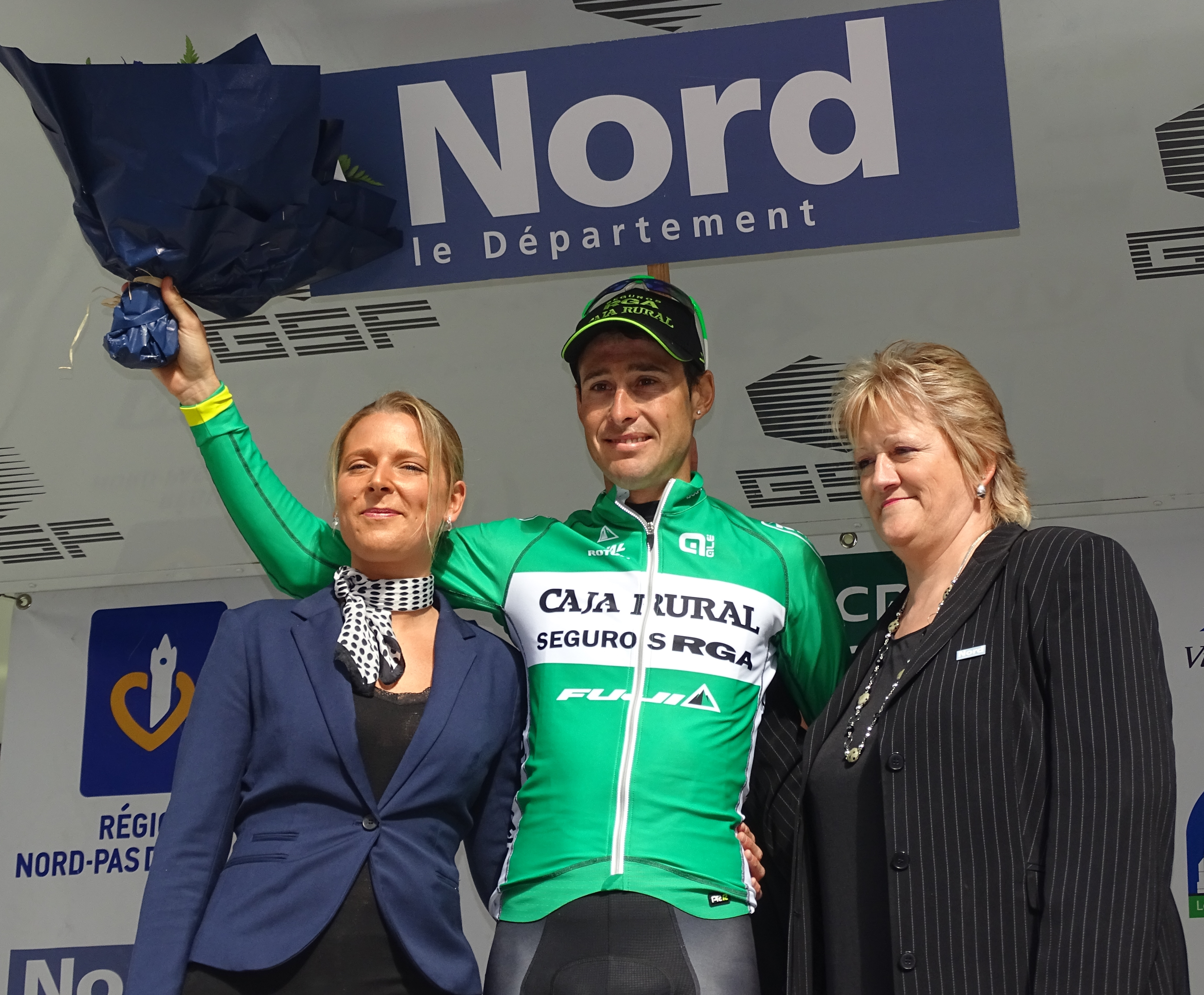
Fabricio Ferrari, vainqueur du classement des rushs de la journée.
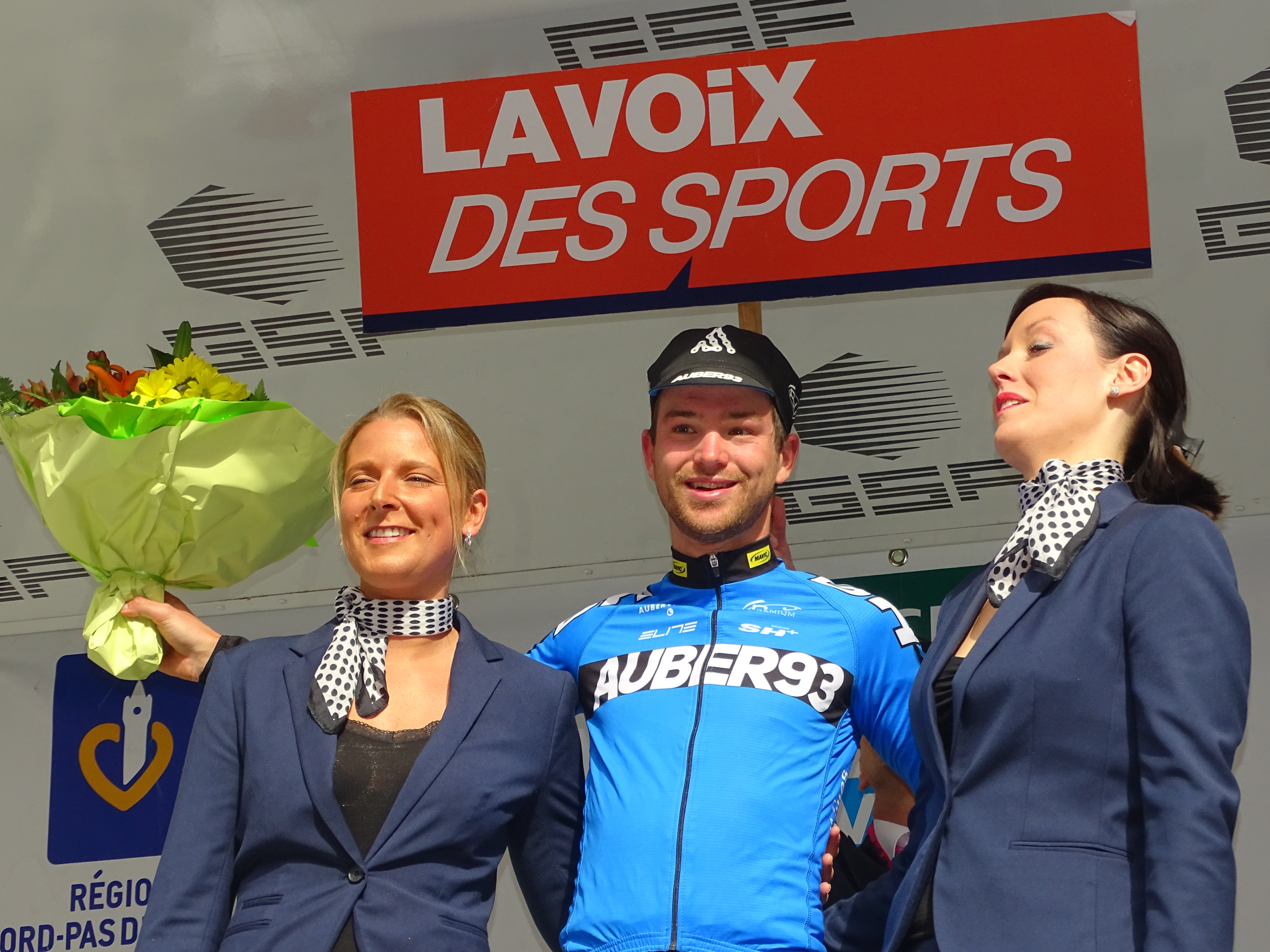
Maxime Renault, coureur le plus combatif.

### 3eétape
| Classement de l'étape | Classement de l'étape | Classement de l'étape | Classement de l'étape        | Classement de l'étape |
|                       | Coureur               | Pays                  | Équipe                       | Temps                 |
| --------------------- | --------------------- | --------------------- | ---------------------------- | --------------------- |
| 1er                   | Alexis Gougeard       | France                | AG2R La Mondiale             | en 4 h 15 min 29 s    |
| 2e                    | Julien Antomarchi     | France                | Roubaix Lille Métropole      | + 0 s                 |
| 3e                    | Brayan Ramírez        | Colombie              | Colombia                     | + 3 s                 |
| 4e                    | Edward Theuns         | Belgique              | Topsport Vlaanderen-Baloise  | + 14 s                |
| 5e                    | Bryan Coquard         | France                | Europcar                     | + 14 s                |
| 6e                    | Roy Jans              | Belgique              | Wanty-Groupe Gobert          | + 14 s                |
| 7e                    | Raymond Kreder        | Pays-Bas              | Roompot Oranje Peloton       | + 14 s                |
| 8e                    | Jonas Ahlstrand       | Suède                 | Cofidis                      | + 14 s                |
| 9e                    | Michael Schwarzmann   | Allemagne             | Bora-Argon 18                | + 14 s                |
| 10e                   | Yauheni Hutarovich    | Biélorussie           | Bretagne-Séché Environnement | + 14 s                |
| modifier              |                       |                       |                              |                       |

| Classement général | Classement général  | Classement général | Classement général           | Classement général  |
|                    | Coureur             | Pays               | Équipe                       | Temps               |
| ------------------ | ------------------- | ------------------ | ---------------------------- | ------------------- |
| 1er                | Bryan Coquard       | France             | Europcar                     | en 12 h 45 min 49 s |
| 2e                 | Edward Theuns       | Belgique           | Topsport Vlaanderen-Baloise  | + 12 s              |
| 3e                 | Yauheni Hutarovich  | Biélorussie        | Bretagne-Séché Environnement | + 18 s              |
| 4e                 | Ignatas Konovalovas | Lituanie           | Marseille 13 KTM             | + 18 s              |
| 5e                 | Björn Thurau        | Allemagne          | Bora-Argon 18                | + 40 s              |
| 6e                 | Damien Gaudin       | France             | AG2R La Mondiale             | + 40 s              |
| 7e                 | Mads Pedersen       | Danemark           | Cult Energy                  | + 44 s              |
| 8e                 | Steve Chainel       | France             | Cofidis                      | + 44 s              |
| 9e                 | Alexandre Blain     | France             | Marseille 13 KTM             | + 44 s              |
| 10e                | Laurent Pichon      | France             | FDJ                          | + 49 s              |
| modifier           |                     |                    |                              |                     |

Cérémonie de remise des prix à l'issue de la troisième étape
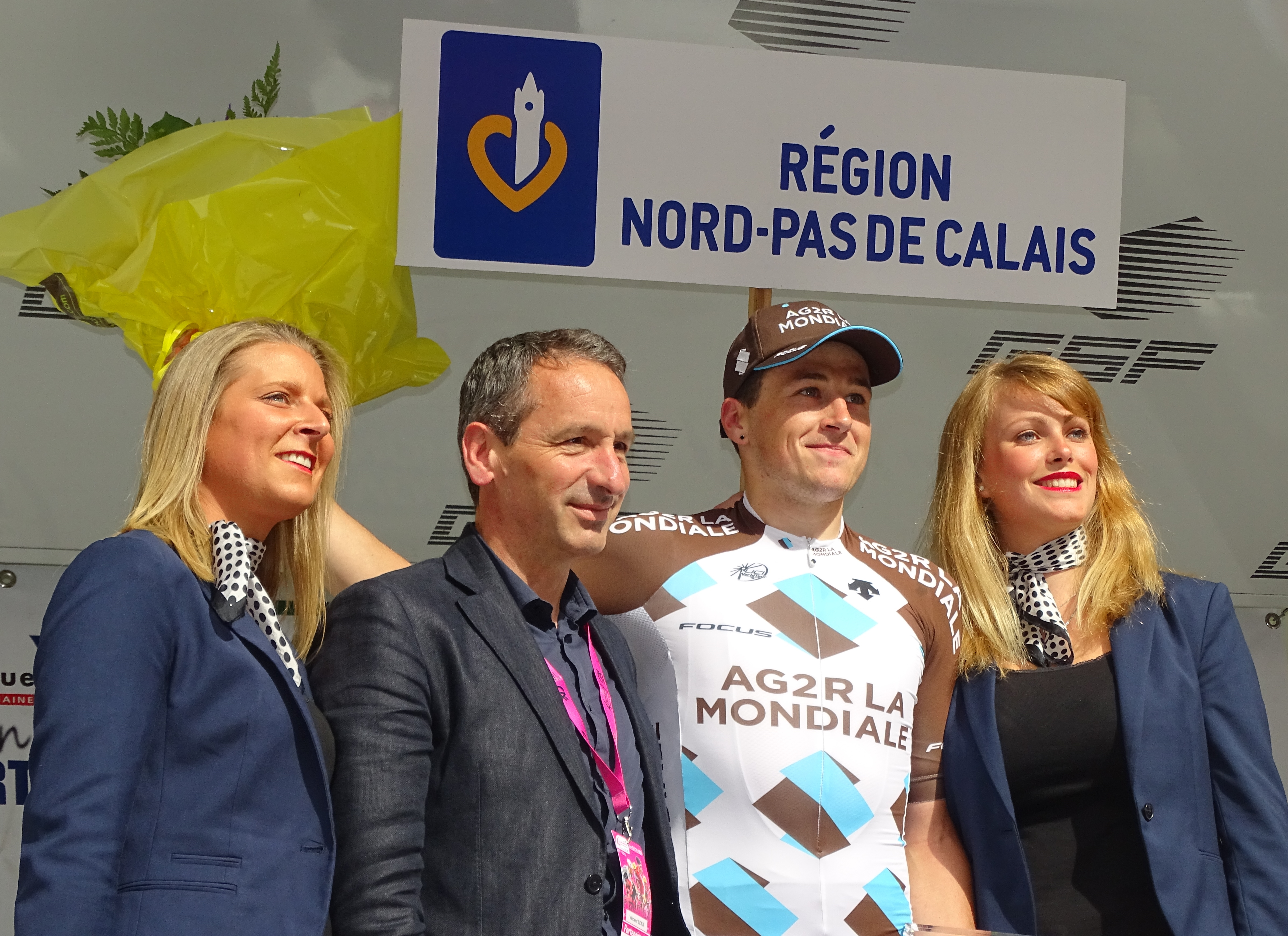
Alexis Gougeard, vainqueur de l'étape.
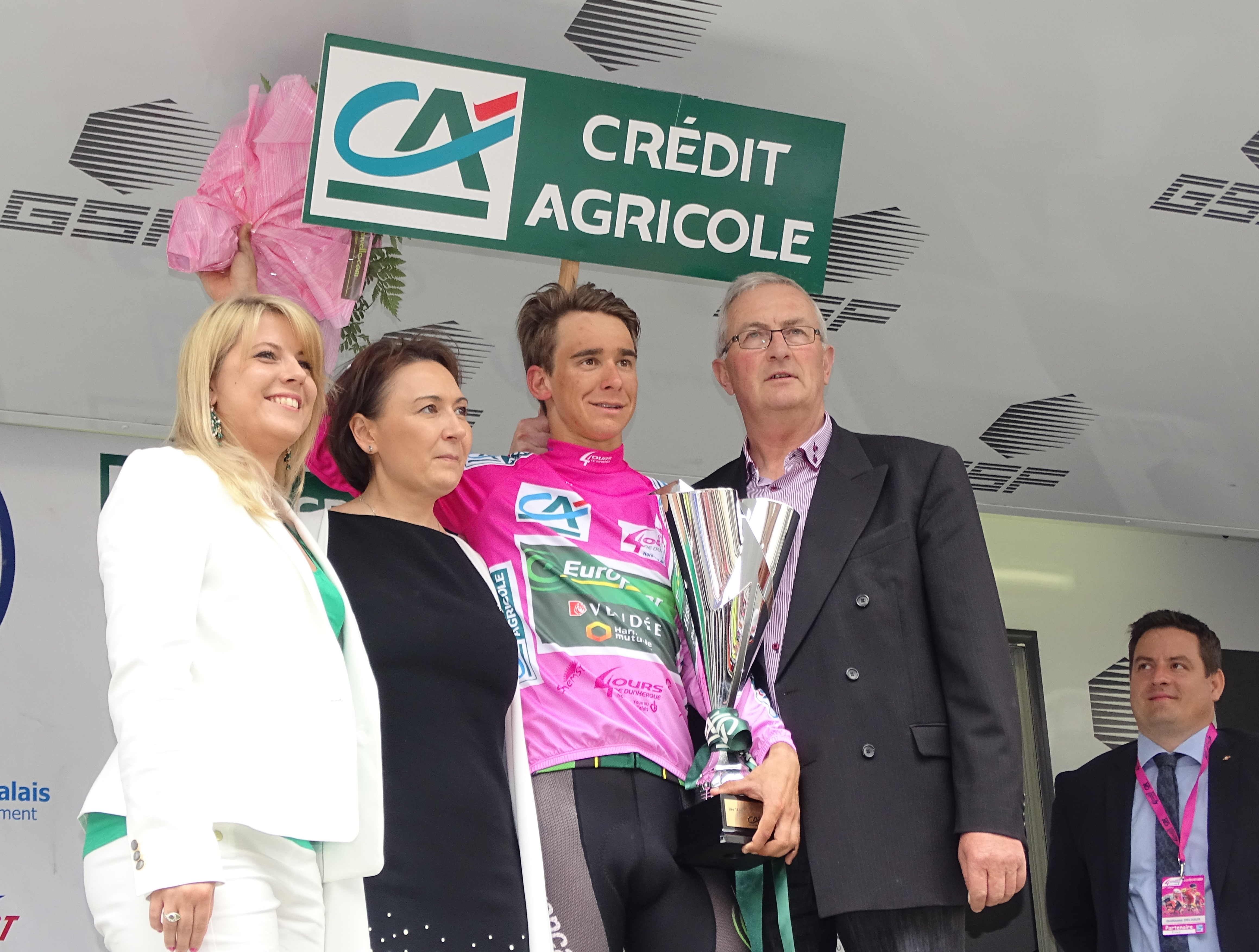
Bryan Coquard, leader du classement général.
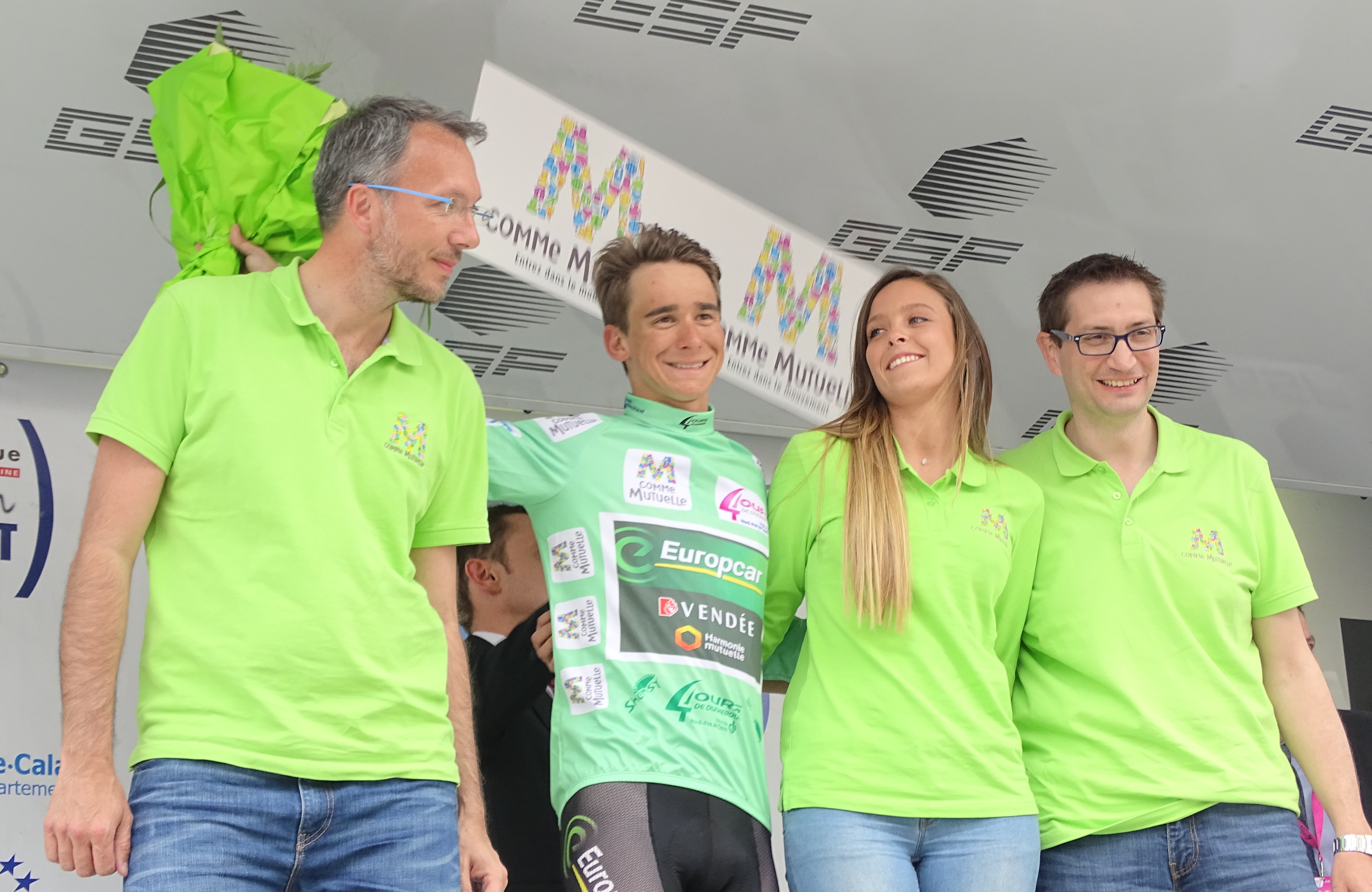
Bryan Coquard, leader du classement par points.
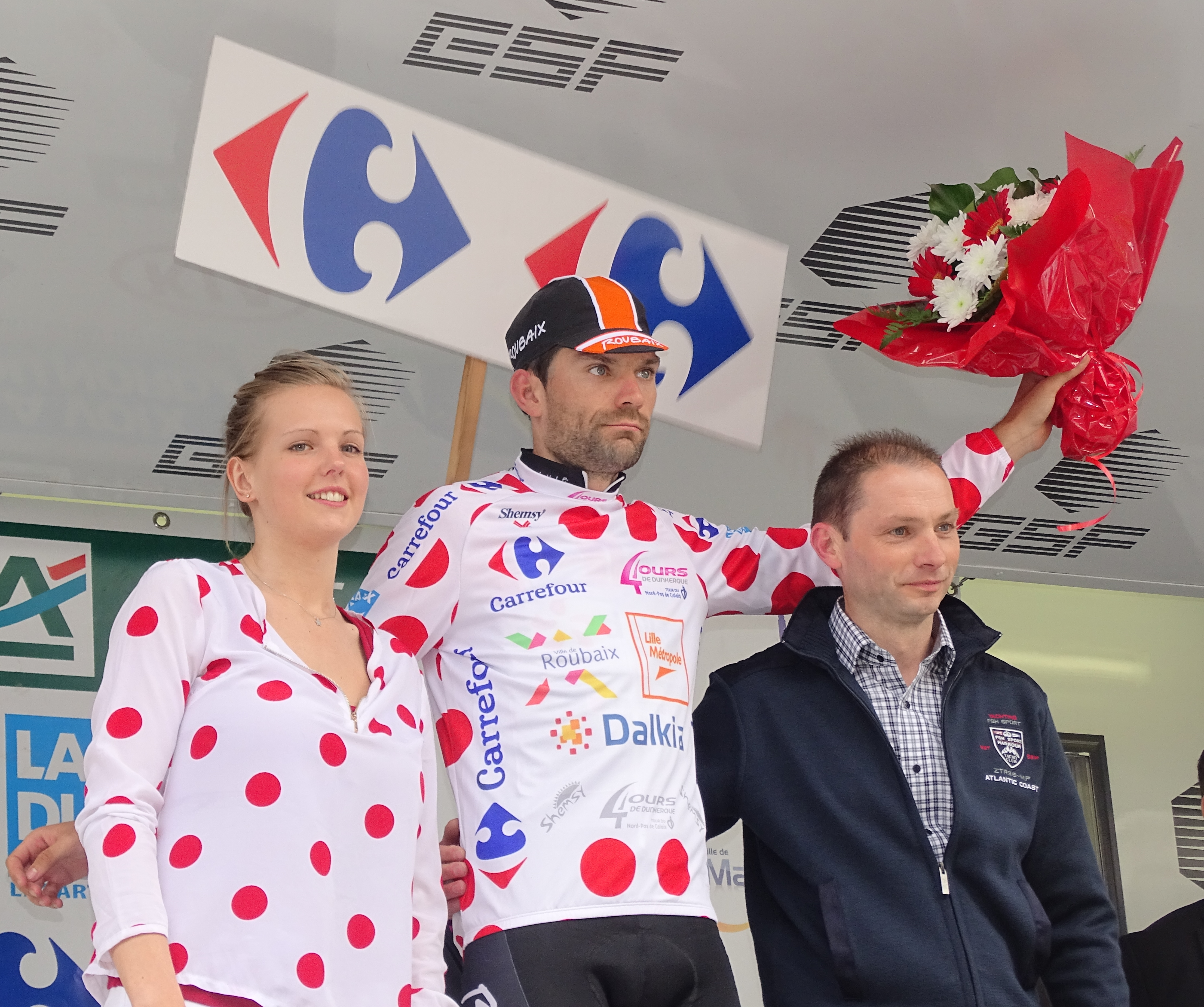
Julien Antomarchi, leader du classement de la montagne.
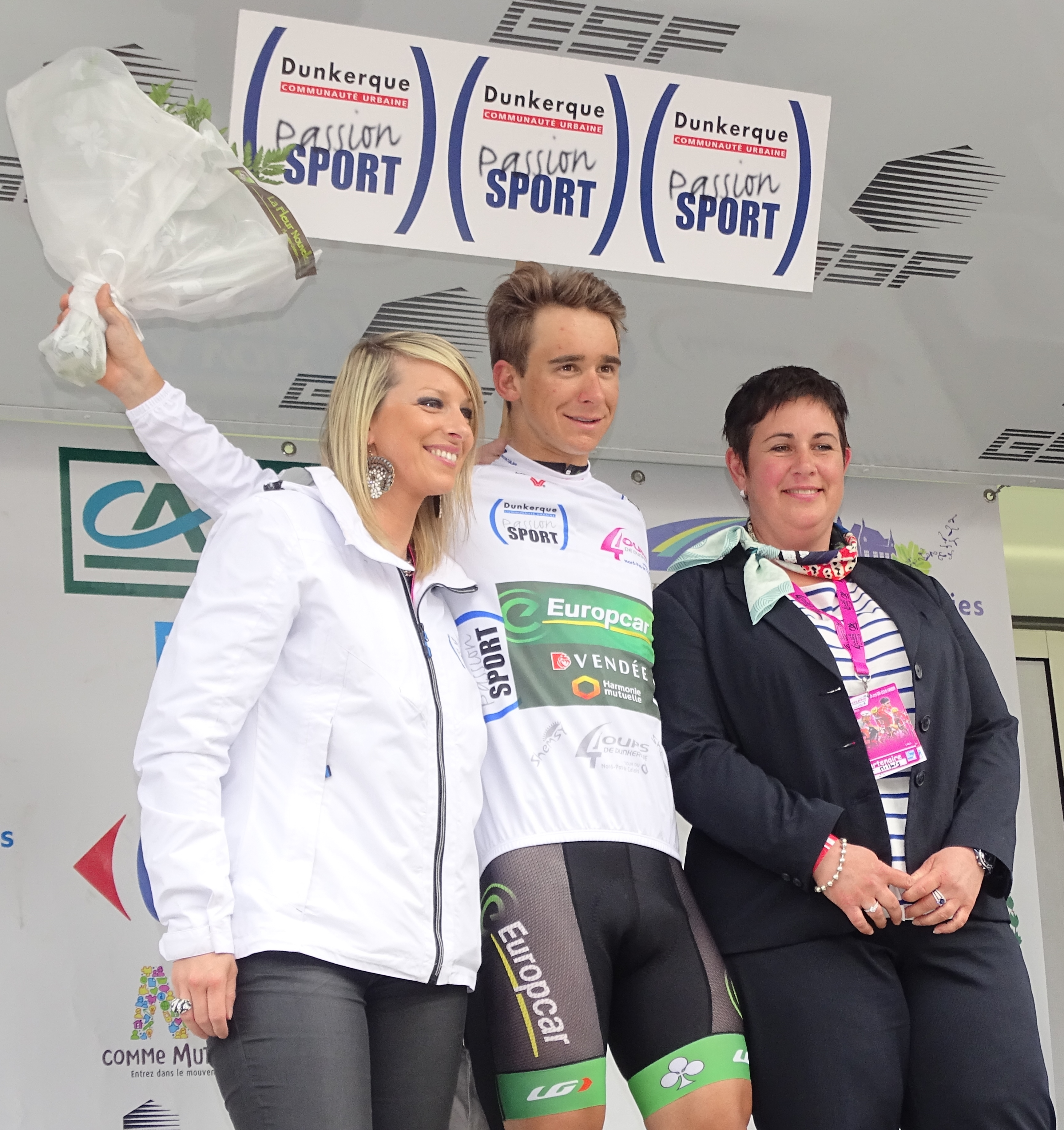
Bryan Coquard, leader du classement du meilleur jeune.
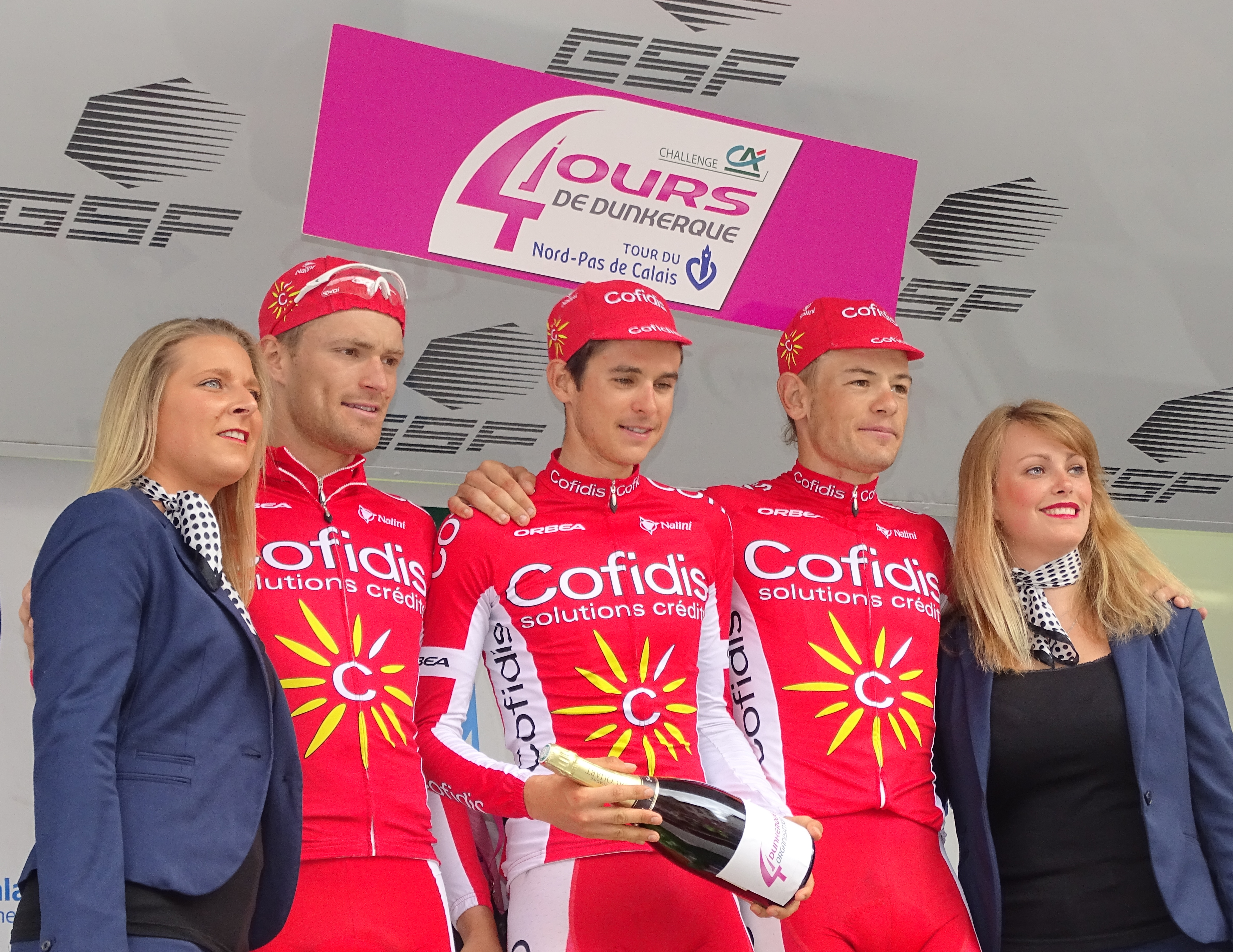
L'équipe Cofidis, élue la plus combative.
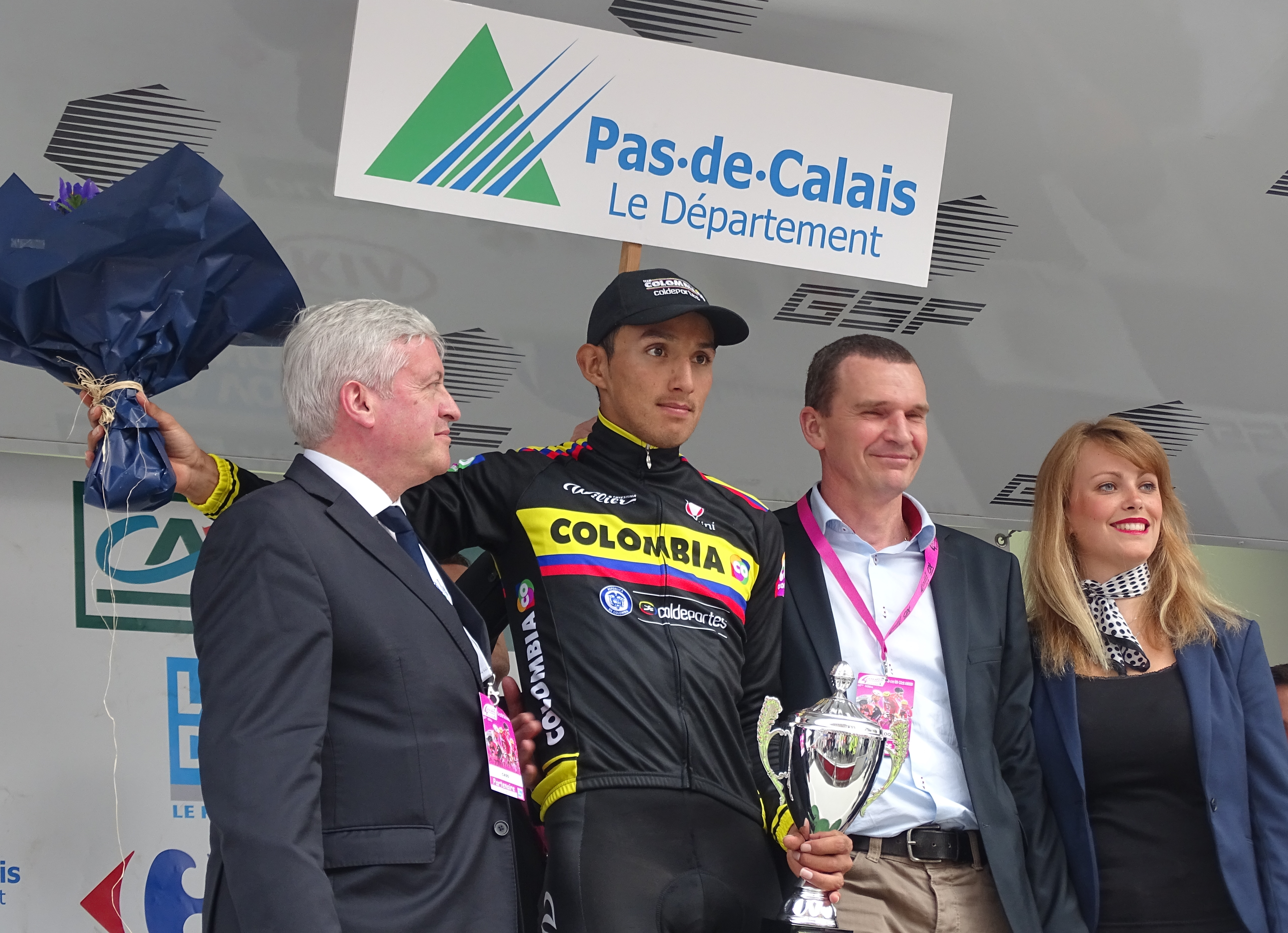
Brayan Ramírez, vainqueur du classement des rushs de la journée.
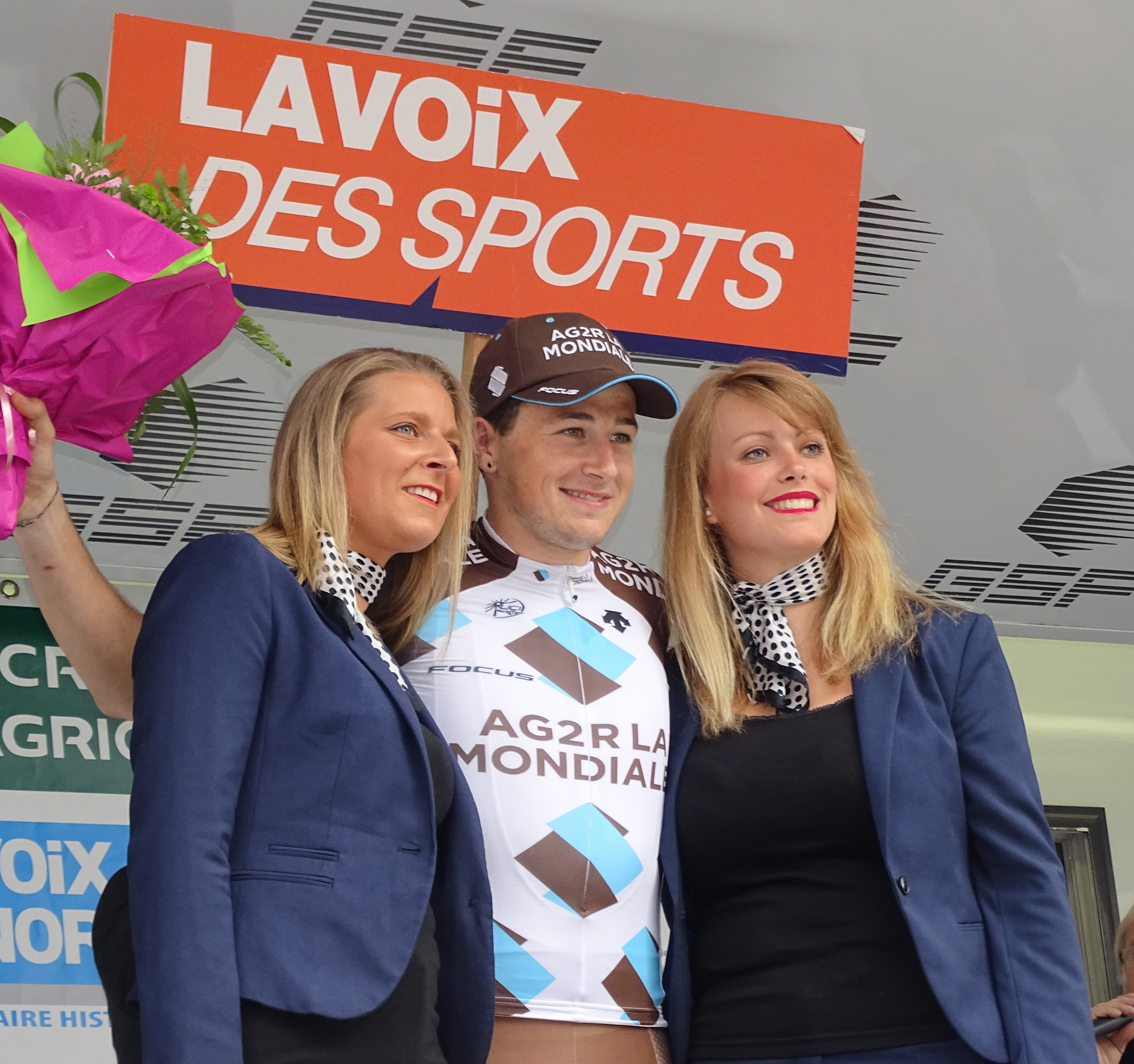
Alexis Gougeard, le coureur le plus combatif.

### 4eétape
| Classement de l'étape | Classement de l'étape | Classement de l'étape | Classement de l'étape        | Classement de l'étape |
|                       | Coureur               | Pays                  | Équipe                       | Temps                 |
| --------------------- | --------------------- | --------------------- | ---------------------------- | --------------------- |
| 1er                   | Omar Fraile           | Espagne               | Caja Rural-Seguros RGA       | en 4 h 44 min 26 s    |
| 2e                    | Maurits Lammertink    | Pays-Bas              | Roompot Oranje Peloton       | + 3 s                 |
| 3e                    | Alo Jakin             | Estonie               | Auber 93                     | + 7 s                 |
| 4e                    | Rudy Molard           | France                | Cofidis                      | + 7 s                 |
| 5e                    | Frederik Backaert     | Belgique              | Wanty-Groupe Gobert          | + 7 s                 |
| 6e                    | Ignatas Konovalovas   | Lituanie              | Marseille 13 KTM             | + 7 s                 |
| 7e                    | Mads Pedersen         | Danemark              | Cult Energy                  | + 25 s                |
| 8e                    | Damien Gaudin         | France                | AG2R La Mondiale             | + 25 s                |
| 9e                    | Florian Vachon        | France                | Bretagne-Séché Environnement | + 25 s                |
| 10e                   | Brice Feillu          | France                | Bretagne-Séché Environnement | + 34 s                |
| modifier              |                       |                       |                              |                       |

| Classement général | Classement général  | Classement général | Classement général           | Classement général  |
|                    | Coureur             | Pays               | Équipe                       | Temps               |
| ------------------ | ------------------- | ------------------ | ---------------------------- | ------------------- |
| 1er                | Ignatas Konovalovas | Lituanie           | Marseille 13 KTM             | en 17 h 30 min 40 s |
| 2e                 | Bryan Coquard       | France             | Europcar                     | + 20 s              |
| 3e                 | Alo Jakin           | Estonie            | Auber 93                     | + 31 s              |
| 4e                 | Frederik Backaert   | Belgique           | Wanty-Groupe Gobert          | + 35 s              |
| 5e                 | Damien Gaudin       | France             | AG2R La Mondiale             | + 40 s              |
| 6e                 | Mads Pedersen       | Danemark           | Cult Energy                  | + 44 s              |
| 7e                 | Edward Theuns       | Belgique           | Topsport Vlaanderen-Baloise  | + 56 s              |
| 8e                 | Florian Vachon      | France             | Bretagne-Séché Environnement | + 1 min 4 s         |
| 9e                 | Brice Feillu        | France             | Bretagne-Séché Environnement | + 1 min 36 s        |
| 10e                | Antoine Duchesne    | Canada             | Europcar                     | + 1 min 37 s        |
| modifier           |                     |                    |                              |                     |

Cérémonie de remise des prix à l'issue de la quatrième étape
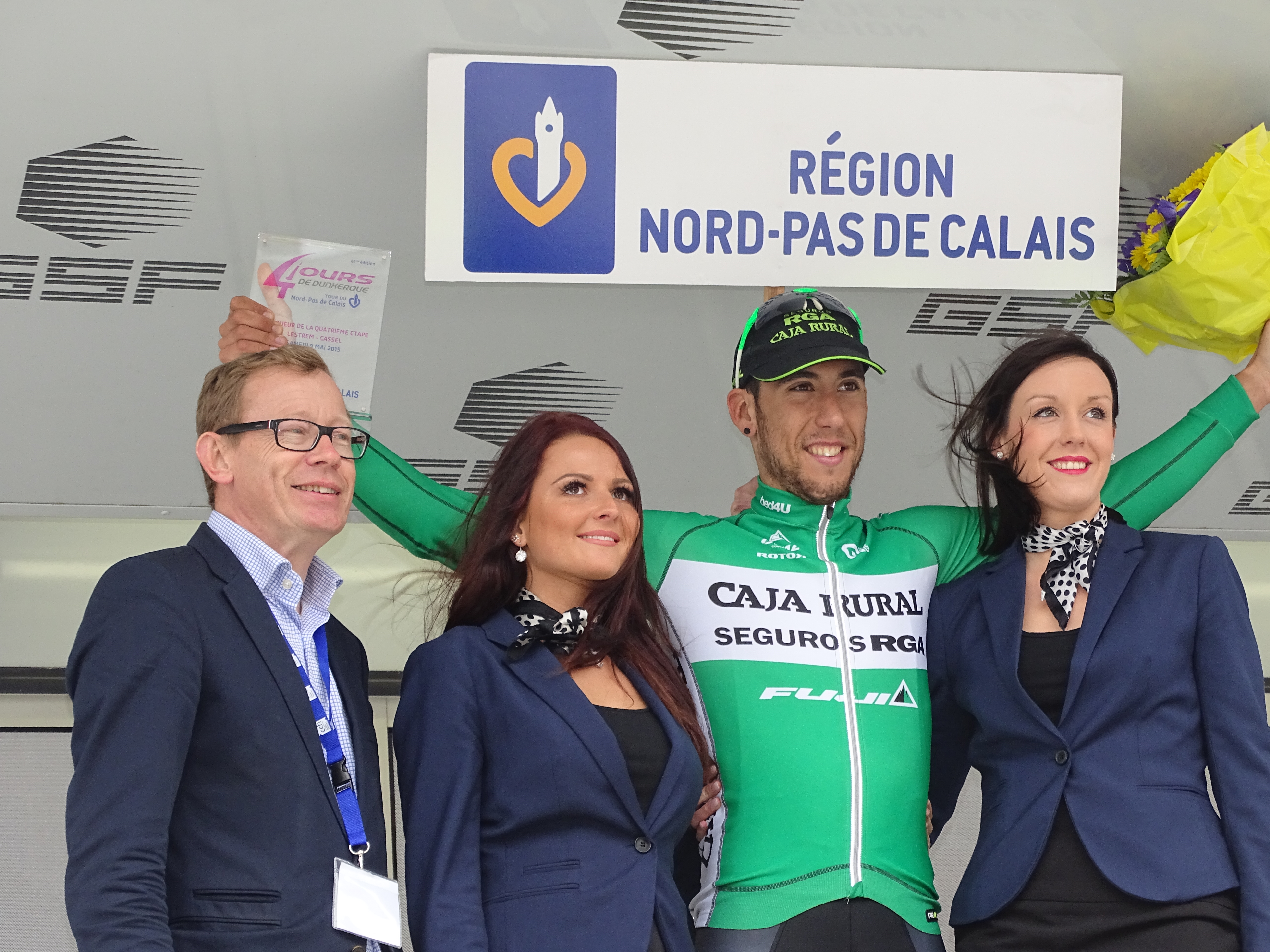
Omar Fraile, vainqueur de l'étape.
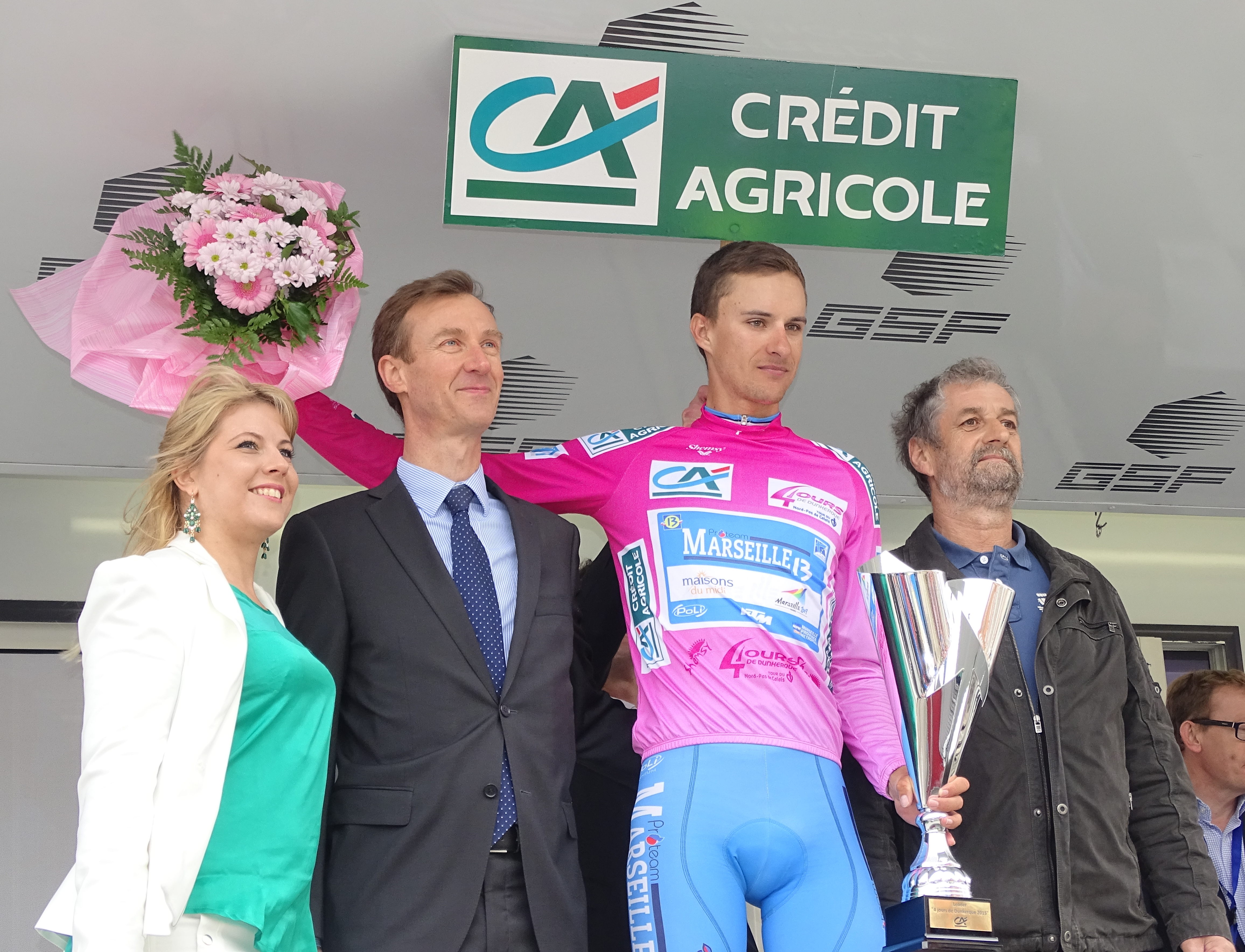
Ignatas Konovalovas, leader du classement général.
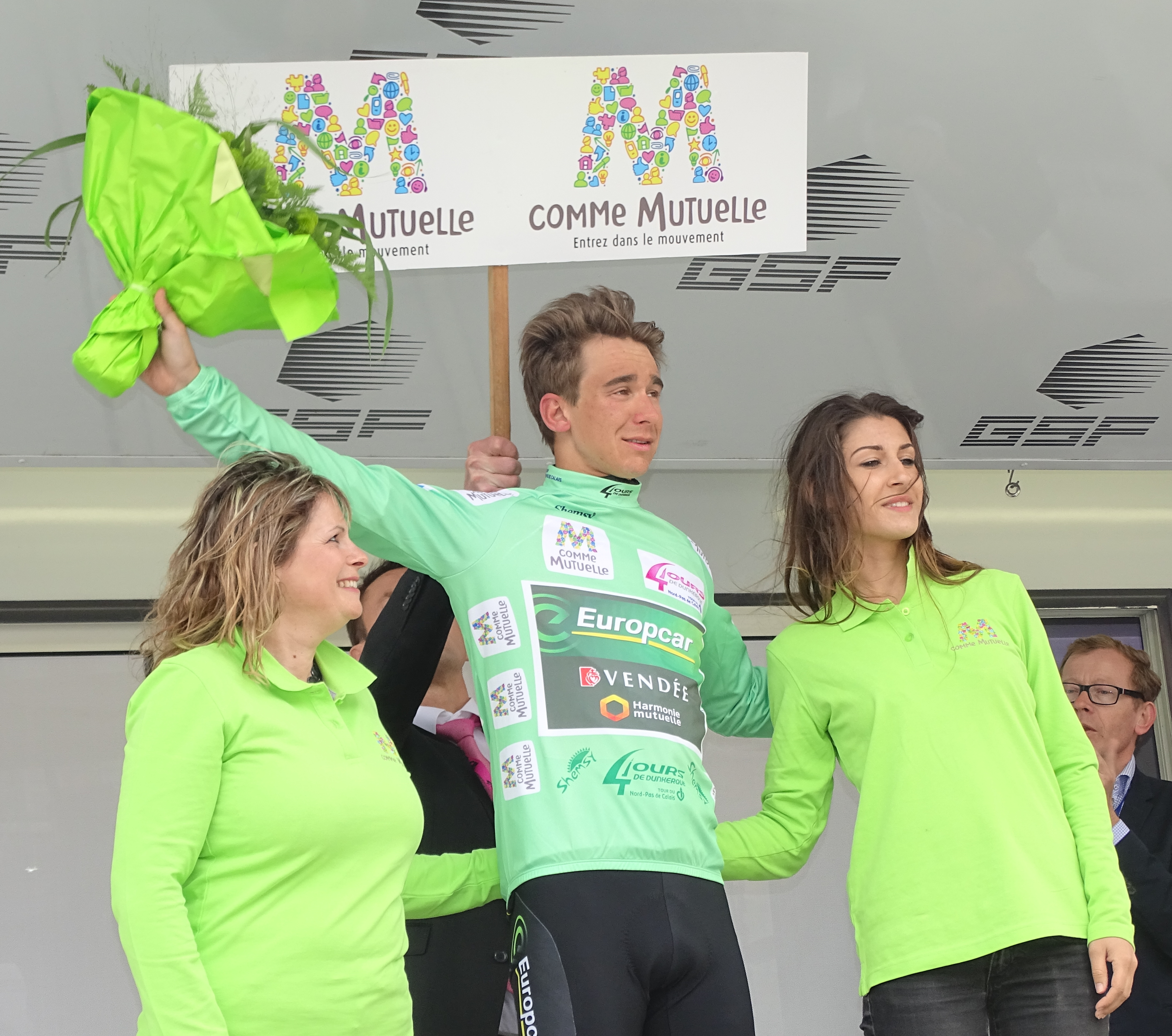
Bryan Coquard, leader du classement par points.
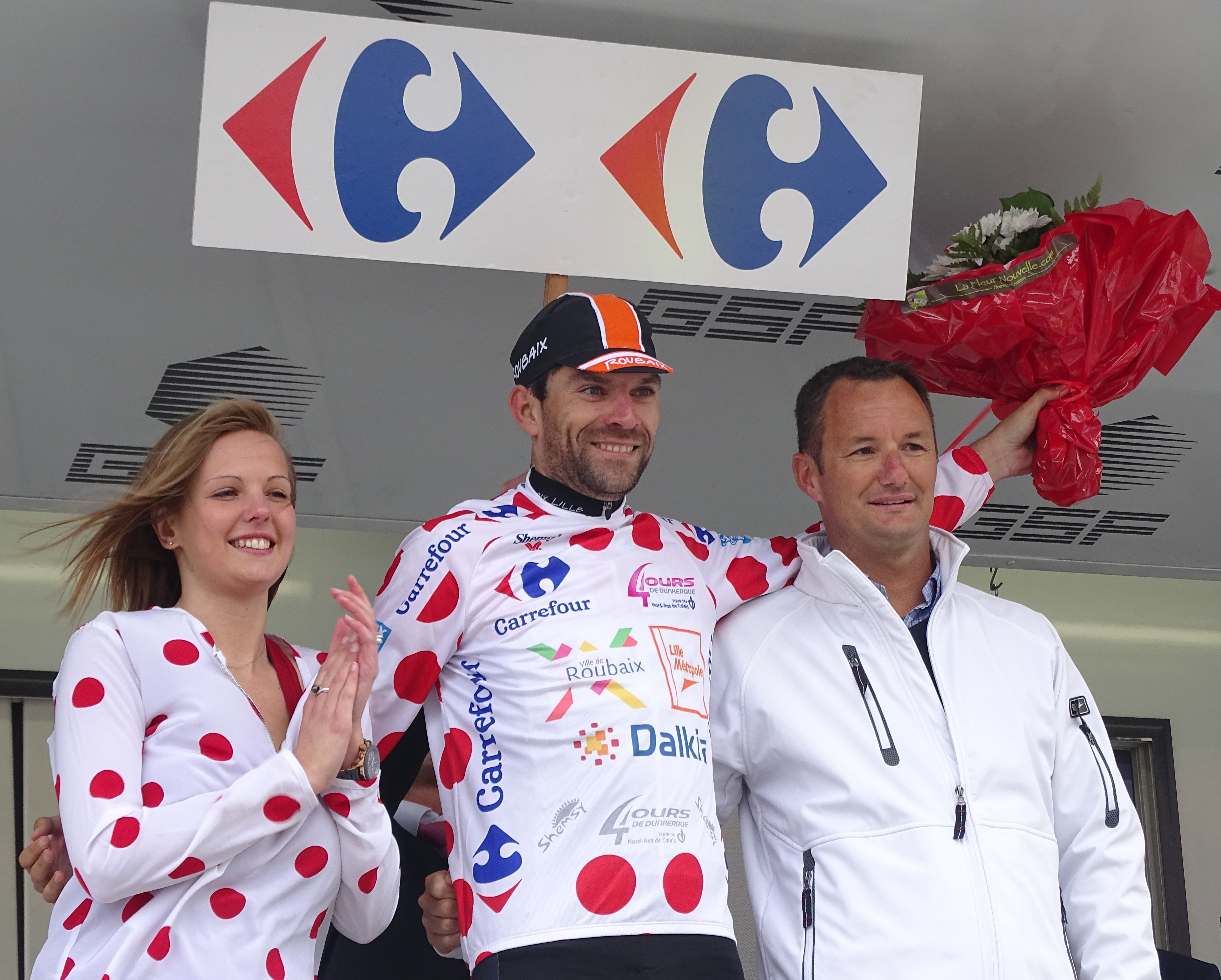
Julien Antomarchi, leader du classement de la montagne.
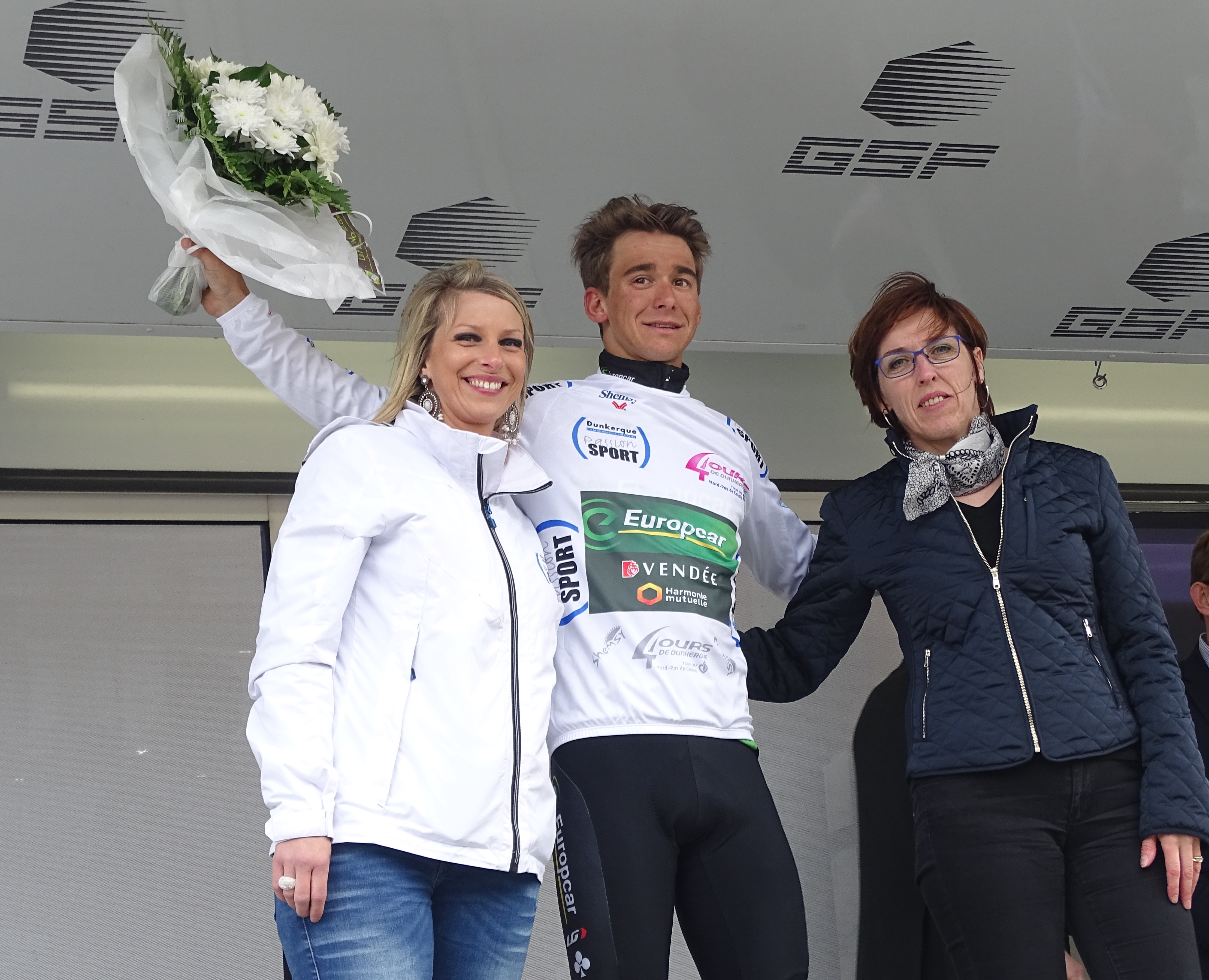
Bryan Coquard, leader du classement du meilleur jeune.
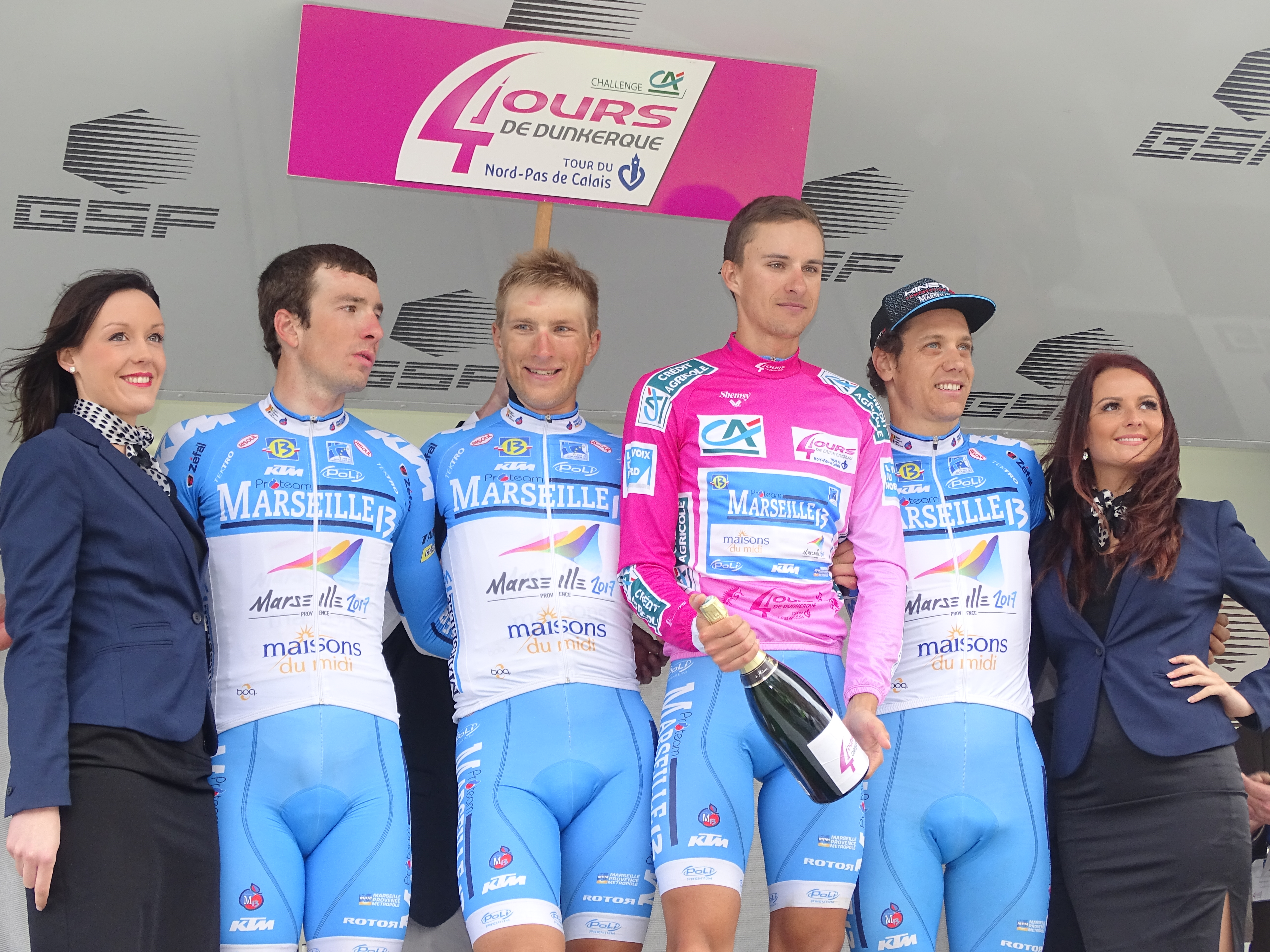
Marseille 13 KTM, élue la plus combative.
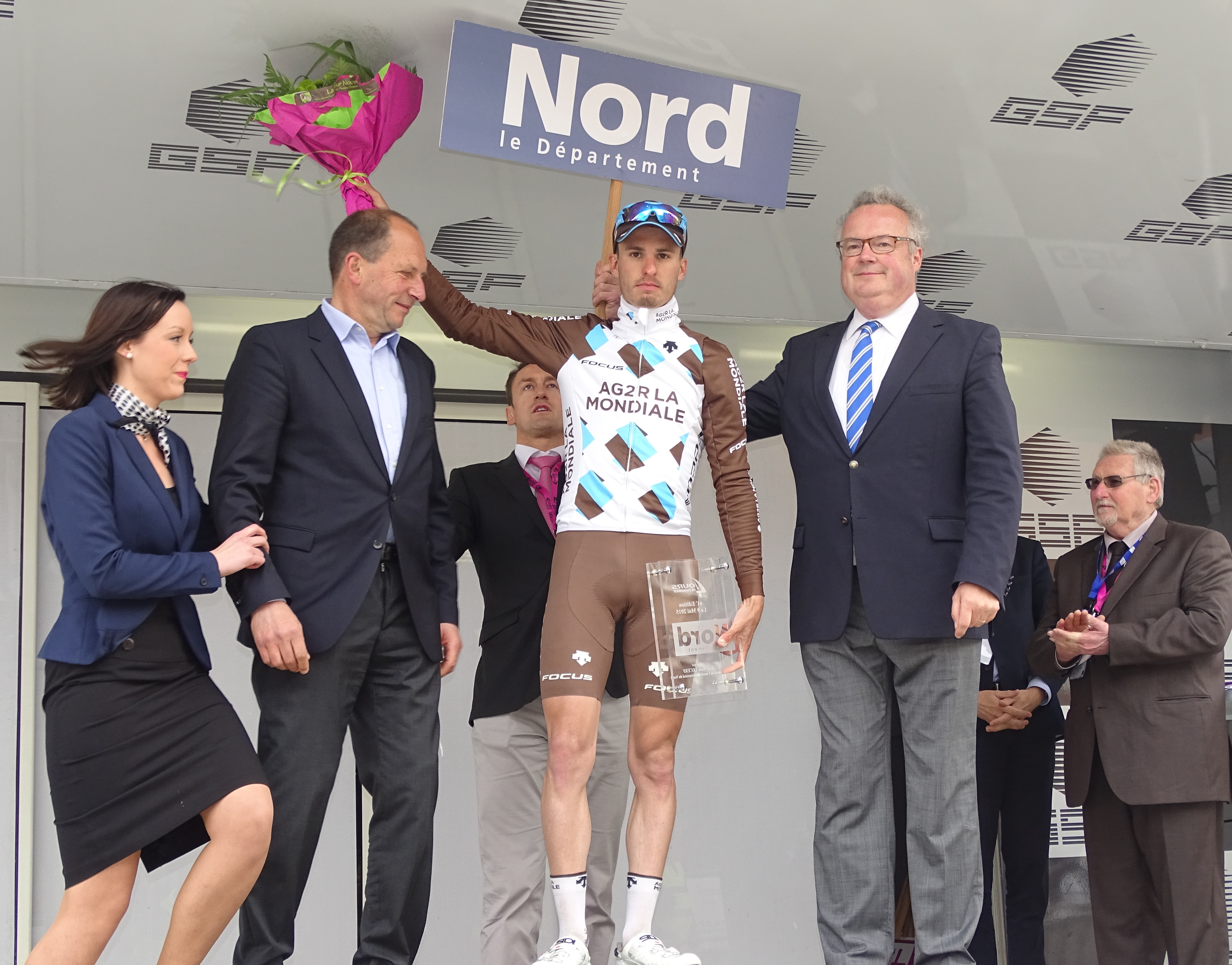
Quentin Jauregui, vainqueur du classement des rushs de la journée.

### 5eétape
| Classement de l'étape | Classement de l'étape | Classement de l'étape | Classement de l'étape        | Classement de l'étape |
|                       | Coureur               | Pays                  | Équipe                       | Temps                 |
| --------------------- | --------------------- | --------------------- | ---------------------------- | --------------------- |
| 1er                   | Edward Theuns         | Belgique              | Topsport Vlaanderen-Baloise  | en 3 h 54 min 23 s    |
| 2e                    | Bryan Coquard         | France                | Europcar                     | m.t                   |
| 3e                    | Danilo Napolitano     | Italie                | Wanty-Groupe Gobert          | m.t                   |
| 4e                    | Yauheni Hutarovich    | Biélorussie           | Bretagne-Séché Environnement | m.t                   |
| 5e                    | Timothy Dupont        | Belgique              | Roubaix Lille Métropole      | m.t                   |
| 6e                    | Michael Schwarzmann   | Allemagne             | Bora-Argon 18                | m.t                   |
| 7e                    | Russell Downing       | Royaume-Uni           | Cult Energy                  | m.t                   |
| 8e                    | André Looij           | Pays-Bas              | Roompot Oranje Peloton       | m.t                   |
| 9e                    | Anthony Maldonado     | France                | Auber 93                     | m.t                   |
| 10e                   | Baptiste Planckaert   | Belgique              | Roubaix Lille Métropole      | m.t                   |
| modifier              |                       |                       |                              |                       |

Cérémonie de remise des prix à l'issue de la cinquième étape
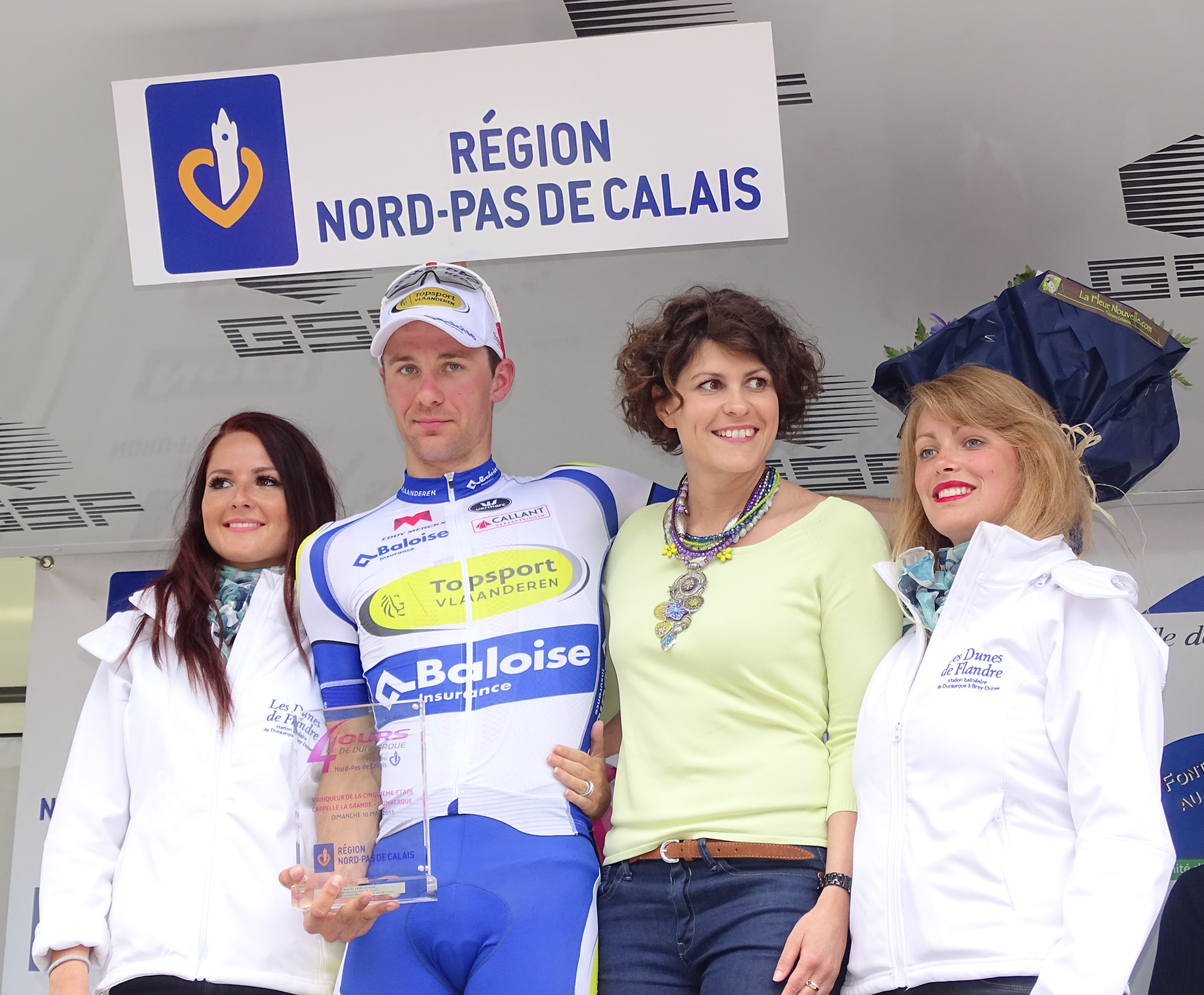
Edward Theuns, vainqueur de l'étape.
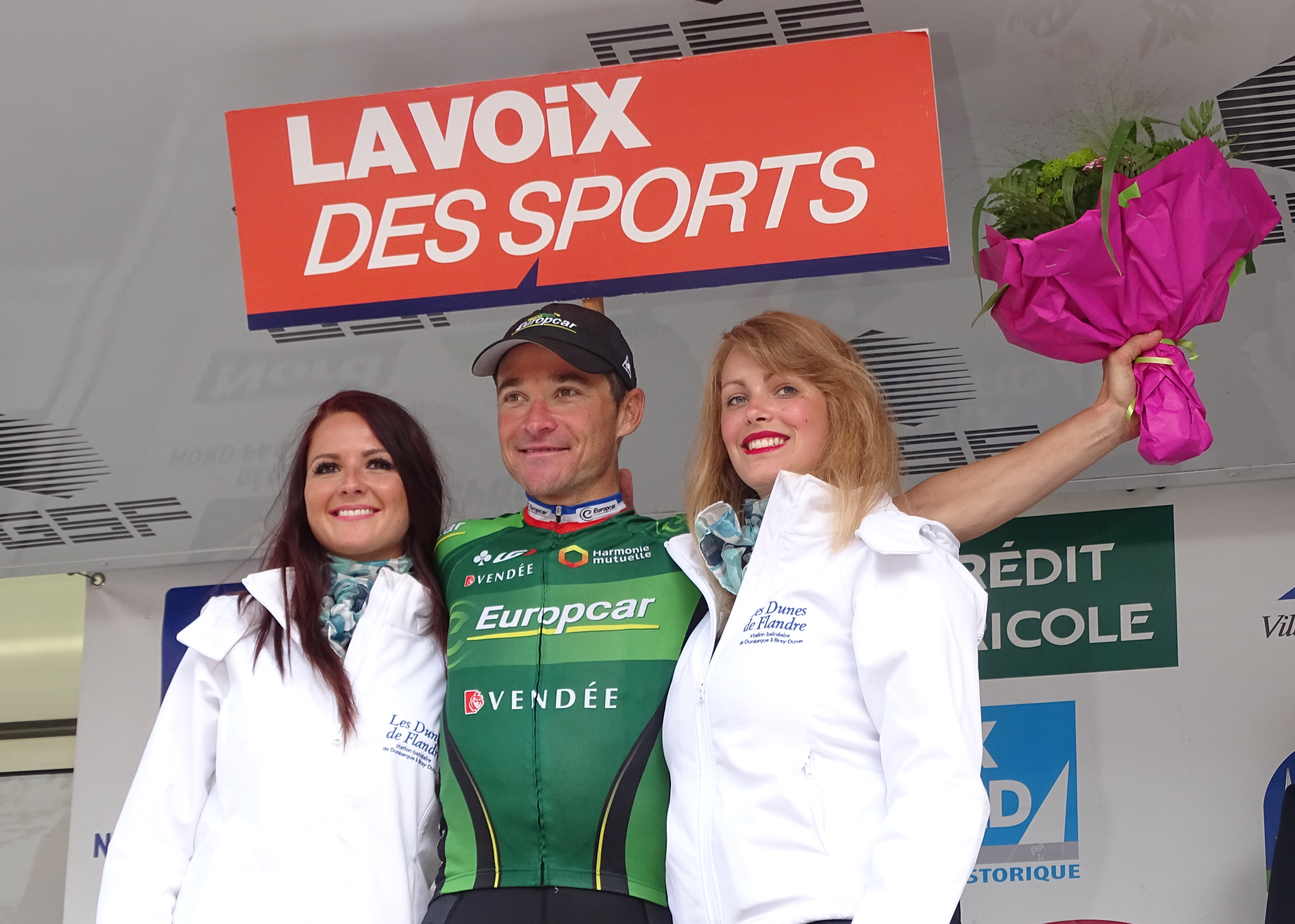
Thomas Voeckler, coureur le plus combatif du jour.
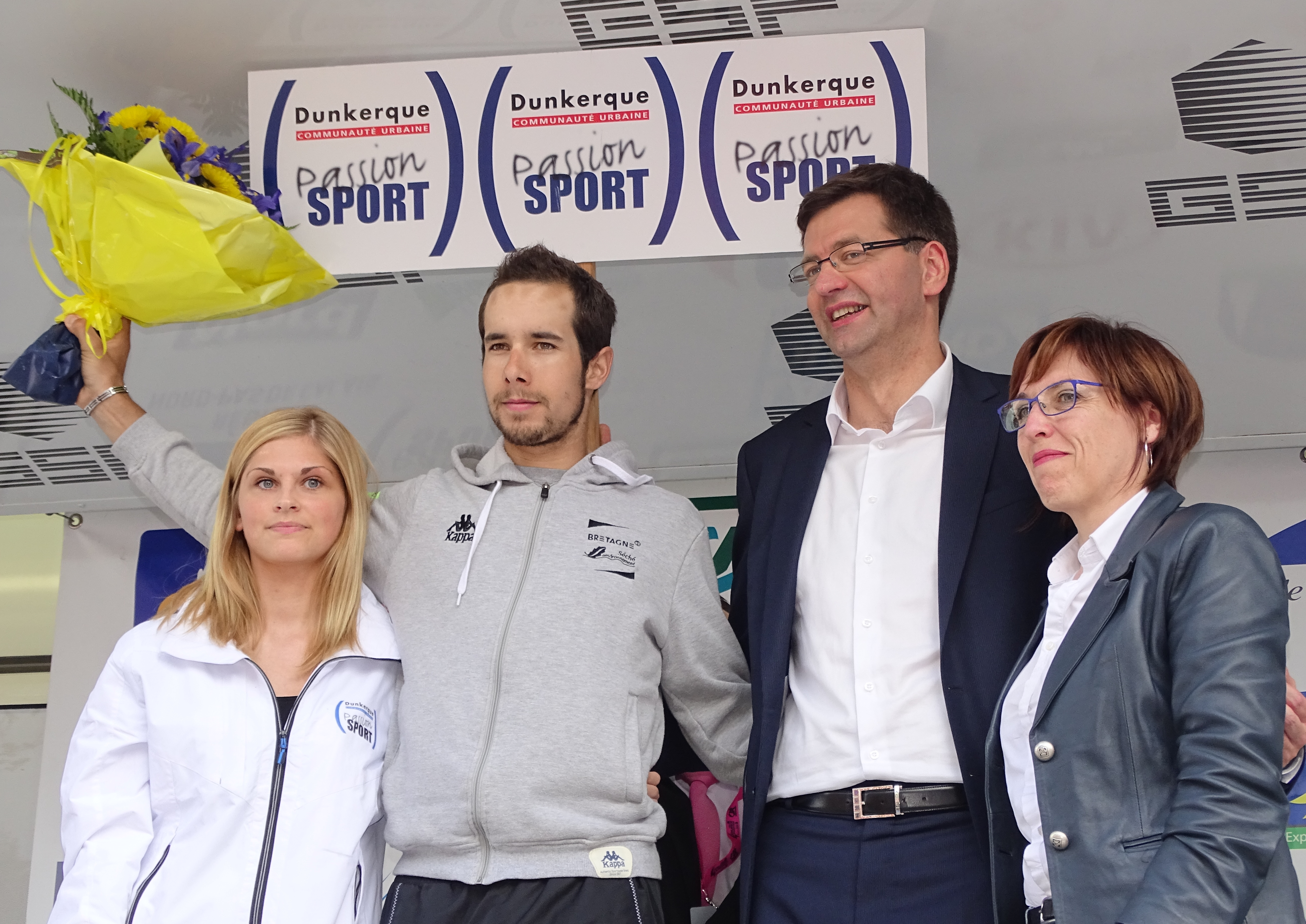
Benoît Jarrier, vainqueur du classement des rushs de la journée.

## Classements finals

### Classement général final

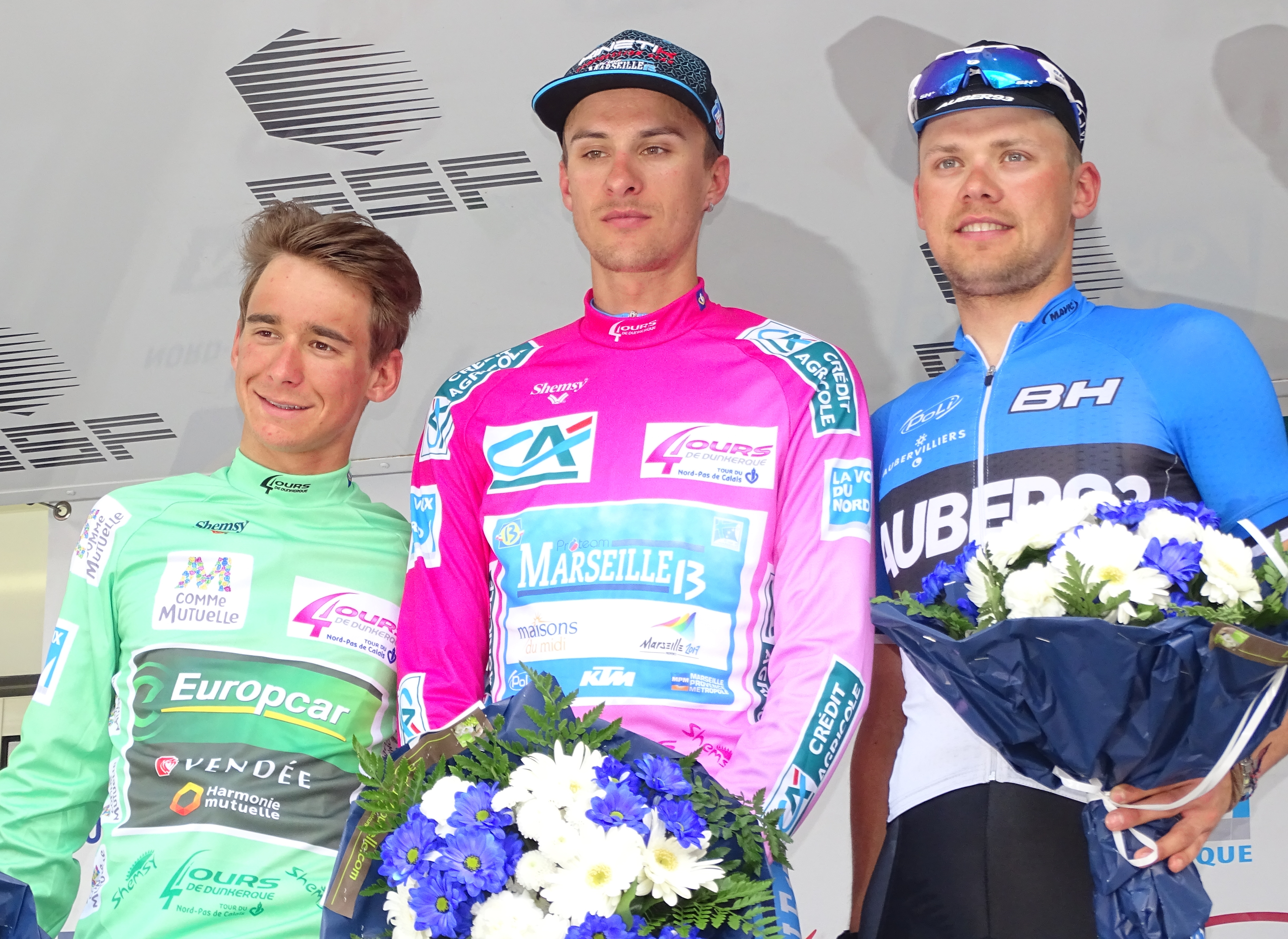
Podium de l'édition 2015 des Quatre Jours de Dunkerque : Bryan Coquard (2e), Ignatas Konovalovas (1er) et Alo Jakin (3e).

La 61e édition des Quatre Jours de Dunkerque est remportée par le Lituanien Ignatas Konovalovas (Marseille 13 KTM).
| Classement général final | Classement général final | Classement général final | Classement général final     | Classement général final |
|                          | Coureur                  | Pays                     | Équipe                       | Temps                    |
| ------------------------ | ------------------------ | ------------------------ | ---------------------------- | ------------------------ |
| 1er                      | Ignatas Konovalovas      | Lituanie                 | Marseille 13 KTM             | en 21 h 25 min 3 s       |
| 2e                       | Bryan Coquard            | France                   | Europcar                     | + 14 s                   |
| 3e                       | Alo Jakin                | Estonie                  | Auber 93                     | + 31 s                   |
| 4e                       | Frederik Backaert        | Belgique                 | Wanty-Groupe Gobert          | + 35 s                   |
| 5e                       | Damien Gaudin            | France                   | AG2R La Mondiale             | + 40 s                   |
| 6e                       | Mads Pedersen            | Danemark                 | Cult Energy                  | + 44 s                   |
| 7e                       | Edward Theuns            | Belgique                 | Topsport Vlaanderen-Baloise  | + 46 s                   |
| 8e                       | Florian Vachon           | France                   | Bretagne-Séché Environnement | + 1 min 4 s              |

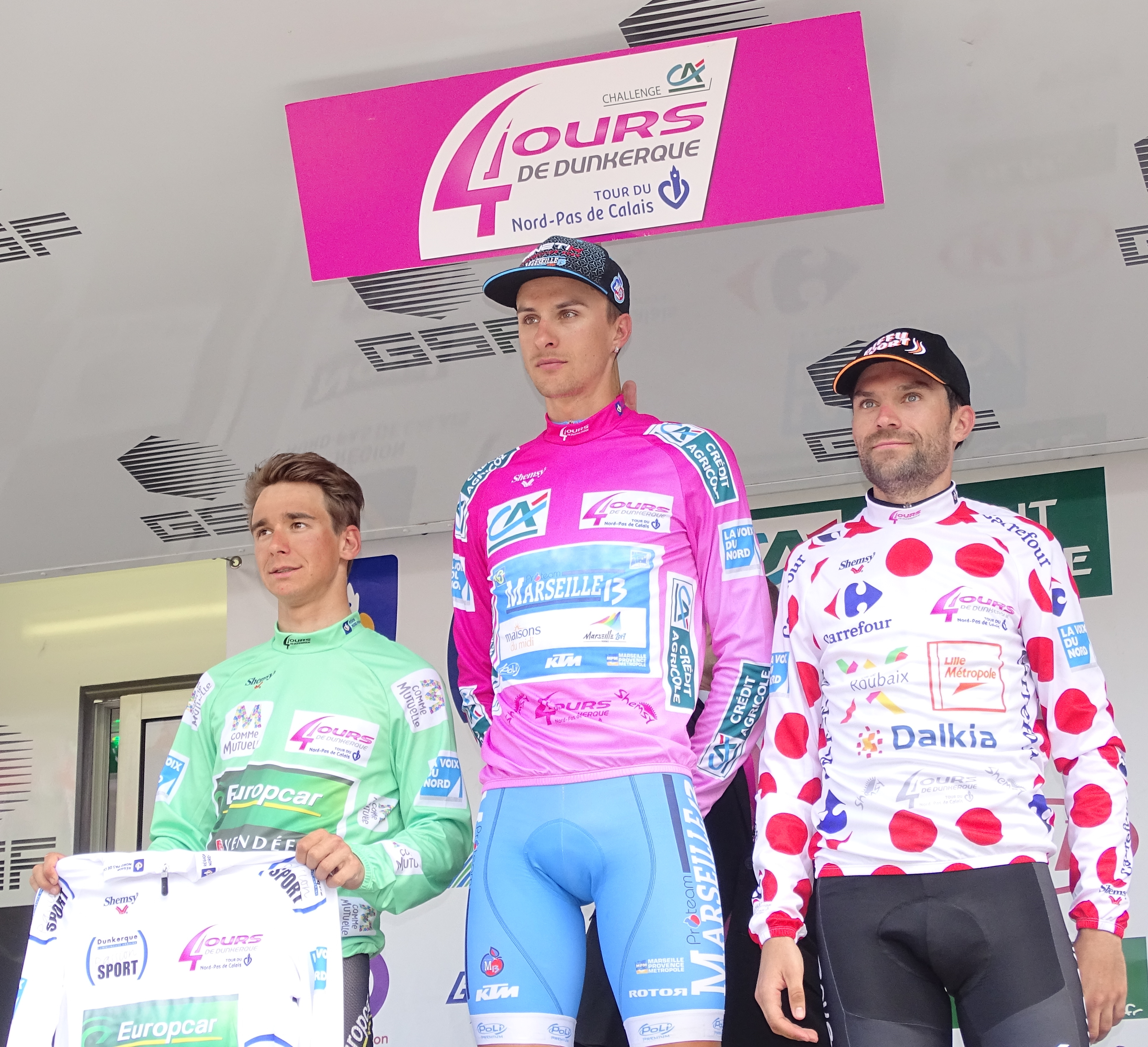
Podium des porteurs de maillots : Bryan Coquard (classement par points et classement du meilleur jeune), Ignatas Konovalovas (classement général) et Julien Antomarchi (classement de la montagne).

| 9e                       | Brice Feillu             | France                   | Bretagne-Séché Environnement | + 1 min 36 s             |
| 10e                      | Antoine Duchesne         | Canada                   | Europcar                     | + 1 min 37 s             |
| modifier                 |                          |                          |                              |                          |

### Classements annexes

#### Classement par points
| Classement par points | Classement par points | Classement par points | Classement par points       | Classement par points |
| --------------------- | --------------------- | --------------------- | --------------------------- | --------------------- |
|                       | Coureur               | Pays                  | Équipe                      | Point(s)              |
| 1er                   | Bryan Coquard         | France                | Europcar                    | 72 points             |
| 2e                    | Edward Theuns         | Belgique              | Topsport Vlaanderen-Baloise | 61 pts                |

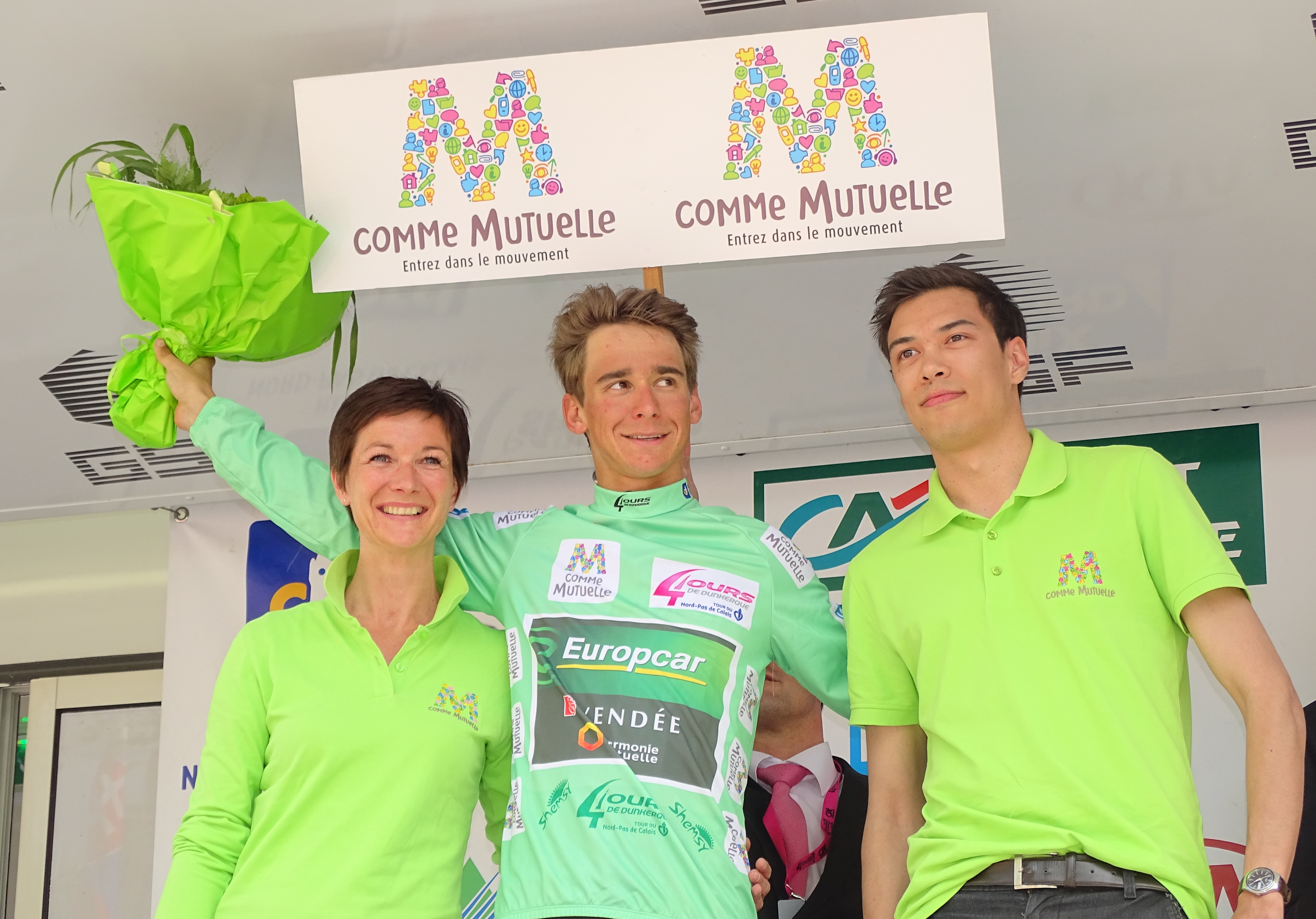
Bryan Coquard remporte le classement par points.

| 3e                    | Jonas Ahlstrand       | Suède                 | Cofidis                     | 31 pts                |
| modifier              |                       |                       |                             |                       |

#### Classement de la montagne
| Classement de la montagne | Classement de la montagne | Classement de la montagne | Classement de la montagne   | Classement de la montagne |
| ------------------------- | ------------------------- | ------------------------- | --------------------------- | ------------------------- |
|                           | Coureur                   | Pays                      | Équipe                      | Point(s)                  |
| 1er                       | Julien Antomarchi         | France                    | Roubaix Lille Métropole     | 15 points                 |
| 2e                        | Brayan Ramírez            | Colombie                  | Colombia                    | 10 pts                    |
| 3e                        | Preben Van Hecke          | Belgique                  | Topsport Vlaanderen-Baloise | 9 pts                     |

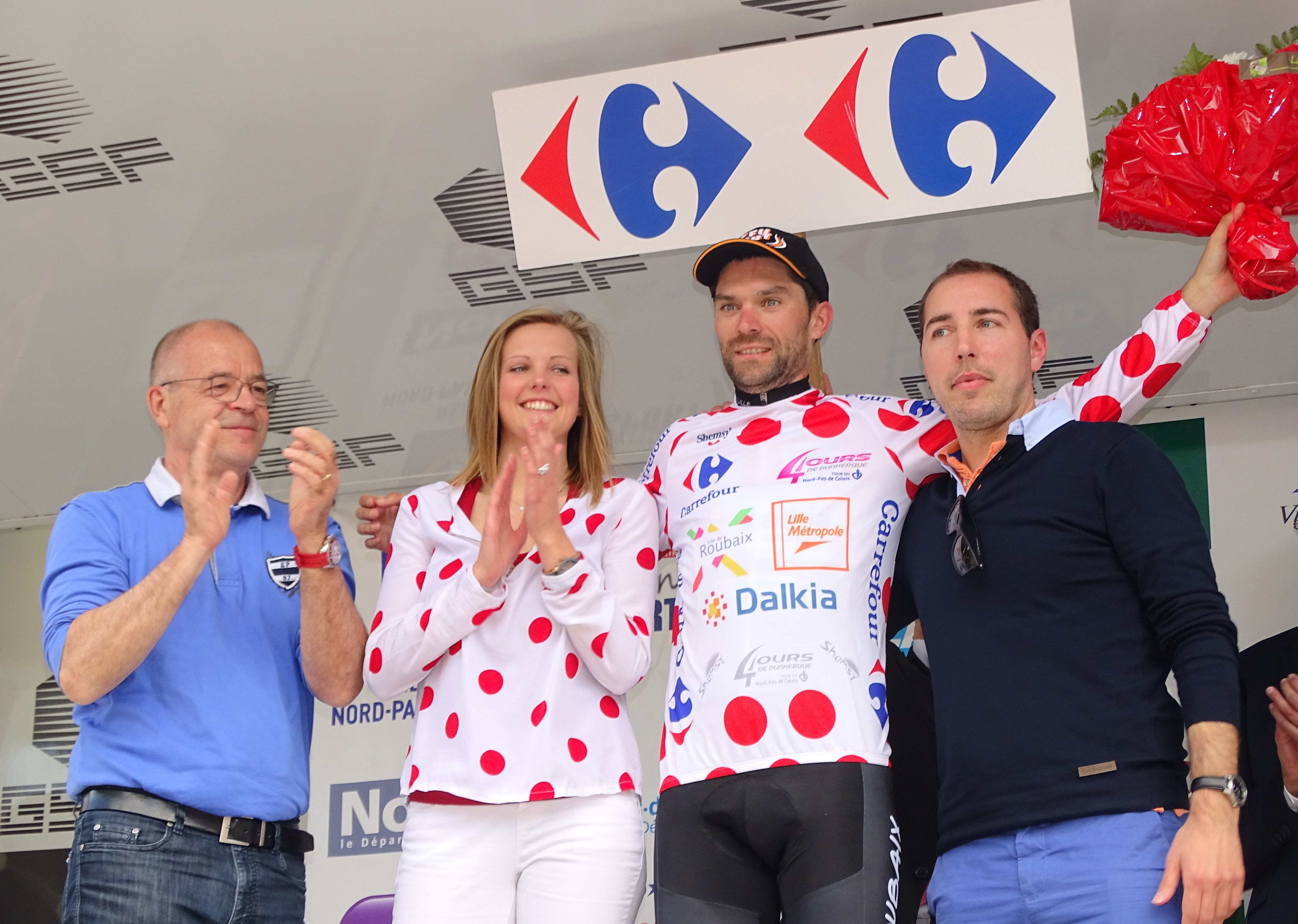
Julien Antomarchi est le meilleur grimpeur.

| modifier                  |                           |                           |                             |                           |

#### Classement du meilleur jeune
| Classement du meilleur jeune | Classement du meilleur jeune | Classement du meilleur jeune | Classement du meilleur jeune | Classement du meilleur jeune |
|                              | Coureur                      | Pays                         | Équipe                       | Temps                        |
| ---------------------------- | ---------------------------- | ---------------------------- | ---------------------------- | ---------------------------- |
| 1er                          | Bryan Coquard                | France                       | Europcar                     | en 21 h 25 min 17 s          |
| 2e                           | Mads Pedersen                | Danemark                     | Cult Energy                  | + 30 s                       |
| 3e                           | Edward Theuns                | Belgique                     | Topsport Vlaanderen-Baloise  | + 32 s                       |

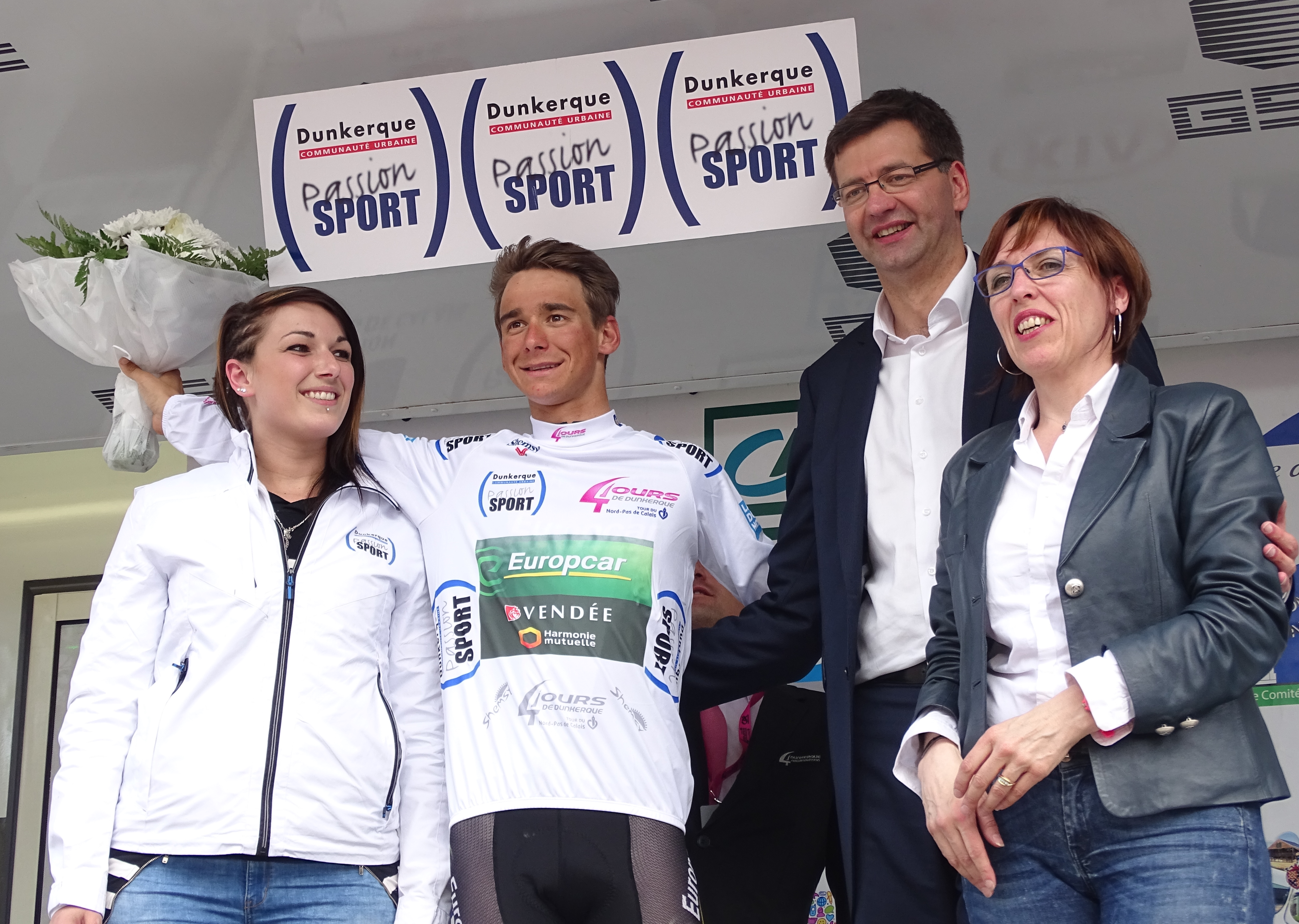
Bryan Coquard est le meilleur jeune.

| modifier                     |                              |                              |                              |                              |

#### Classement par équipes

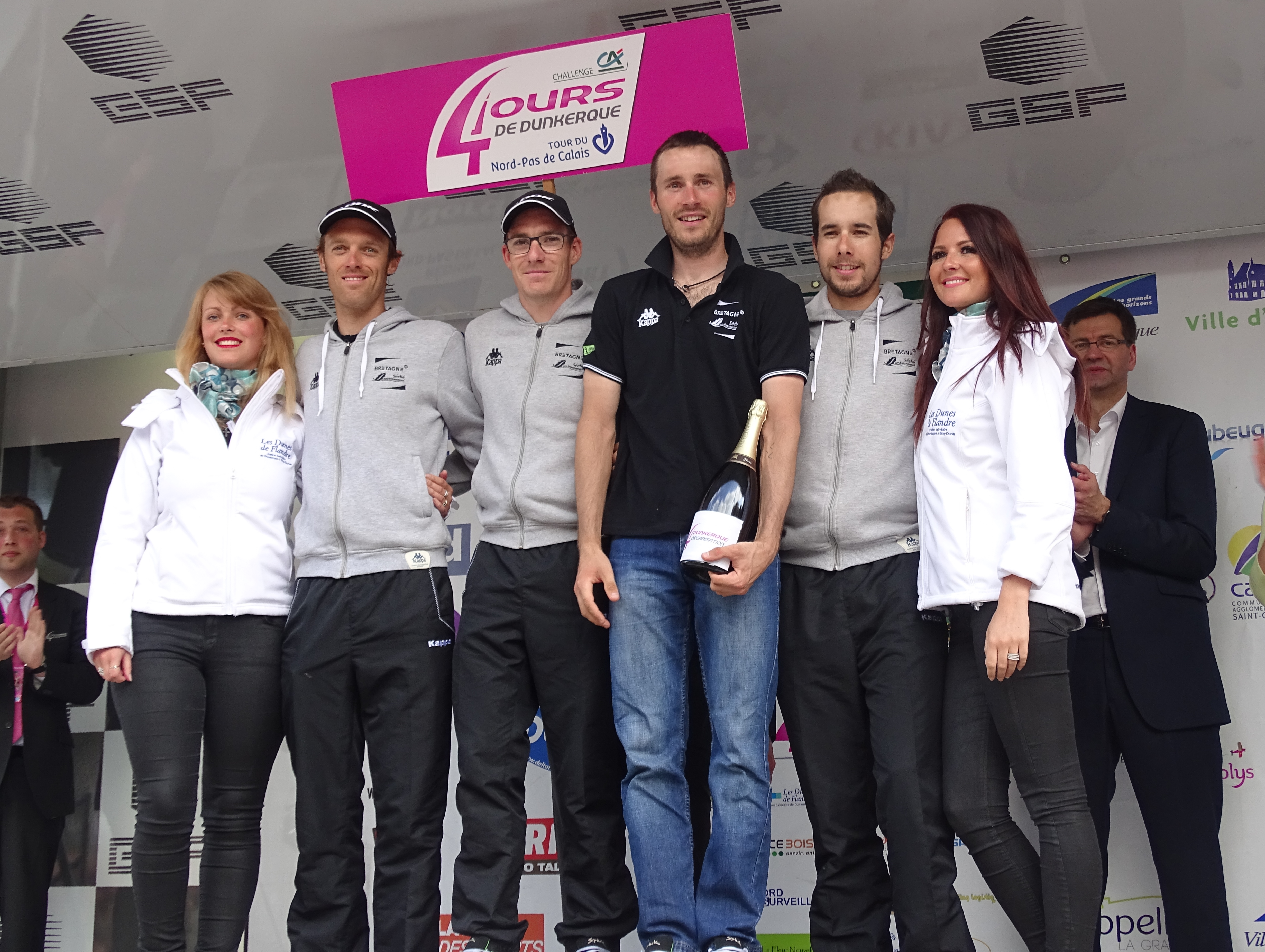
Bretagne-Séché Environnement est la meilleure équipe.

| Classement par équipes | Classement par équipes       | Classement par équipes | Classement par équipes |
|                        | Équipe                       | Pays                   | Temps                  |
| ---------------------- | ---------------------------- | ---------------------- | ---------------------- |
| 1re                    | Bretagne-Séché Environnement | France                 | en 64 h 18 min 17 s    |
| 2e                     | Marseille 13 KTM             | France                 | + 1 min 9 s            |
| 3e                     | Auber 93                     | France                 | + 4 min 2 s            |
| modifier               |                              |                        |                        |

### UCI Europe Tour
Ces Quatre Jours de Dunkerque attribuent des points pour l'UCI Europe Tour 2015, par équipes seulement aux coureurs des équipes continentales professionnelles et continentales, individuellement à tous les coureurs sauf ceux faisant partie d'une équipe ayant un label WorldTeam.
| Position,          | 1er | 2e | 3e | 4e | 5e | 6e | 7e | 8e | 9e | 10e | 11e | 12e | 13e | 14e | 15e |
| Classement général | 100 | 70 | 40 | 30 | 25 | 20 | 15 | 10 | 9  | 8   | 7   | 6   | 5   | 4   | 3   |
| Par étape          | 20  | 14 | 8  | 7  | 6  | 5  | 4  | 2  |    |     |     |     |     |     |     |
| Leader, par étape  | 10  |    |    |    |    |    |    |    |    |     |     |     |     |     |     |

| Cycliste             | Équipe                       | Général | Étape | Leader | Total |
| -------------------- | ---------------------------- | ------- | ----- | ------ | ----- |
| Bryan Coquard        | Europcar                     | 70      | 54    | 30     | 154   |
| Ignatas Konovalovas  | Marseille 13 KTM             | 100     | 13    | 10     | 123   |
| Edward Theuns        | Topsport Vlaanderen-Baloise  | 15      | 47    | -      | 62    |
| Alo Jakin            | Auber 93                     | 40      | 10    | -      | 50    |
| Frederik Backaert    | Wanty-Groupe Gobert          | 30      | 6     | -      | 36    |
| Omar Fraile          | Caja Rural-Seguros RGA       | 6       | 20    | -      | 26    |
| Mads Pedersen        | Cult Energy                  | 20      | 4     | -      | 24    |
| Jonas Ahlstrand      | Cofidis                      | -       | 22    | -      | 22    |
| Maurits Lammertink   | Roompot Oranje Peloton       | 4       | 14    | -      | 18    |
| Julien Antomarchi    | Roubaix Lille Métropole      | -       | 14    | -      | 14    |
| Yauheni Hutarovich   | Bretagne-Séché Environnement | -       | 12    | -      | 12    |
| Florian Vachon       | Bretagne-Séché Environnement | 10      | -     | -      | 10    |
| Brice Feillu         | Bretagne-Séché Environnement | 9       | -     | -      | 9     |
| Baptiste Planckaert  | Roubaix Lille Métropole      | 5       | 4     | -      | 9     |
| Antoine Duchesne     | Europcar                     | 8       | -     | -      | 8     |
| Benjamin Giraud      | Marseille 13 KTM             | -       | 8     | -      | 8     |
| Danilo Napolitano    | Wanty-Groupe Gobert          | -       | 8     | -      | 8     |
| Brayan Ramírez       | Colombia                     | -       | 8     | -      | 8     |
| Phil Bauhaus         | Bora-Argon 18                | -       | 7     | -      | 7     |
| Arnaud Gérard        | Bretagne-Séché Environnement | 7       | -     | -      | 7     |
| Rudy Molard          | Cofidis                      | -       | 7     | -      | 7     |
| Timothy Dupont       | Roubaix Lille Métropole      | -       | 6     | -      | 6     |
| Raymond Kreder       | Roompot Oranje Peloton       | -       | 6     | -      | 6     |
| Björn Thurau         | Bora-Argon 18                | -       | 6     | -      | 6     |
| Roy Jans             | Wanty-Groupe Gobert          | -       | 5     | -      | 5     |
| Michael Schwarzmann  | Bora-Argon 18                | -       | 5     | -      | 5     |
| Pieter Vanspeybrouck | Topsport Vlaanderen-Baloise  | -       | 5     | -      | 5     |
| Tim Declercq         | Topsport Vlaanderen-Baloise  | -       | 4     | -      | 4     |
| Russell Downing      | Cult Energy                  | -       | 4     | -      | 4     |
| André Looij          | Roompot Oranje Peloton       | -       | 2     | -      | 2     |

## Évolution des classements
| Étape              | Vainqueur          | Classement général  | Classement par points | Classement de la montagne | Classement du meilleur jeune | Classement par équipes       |
| ------------------ | ------------------ | ------------------- | --------------------- | ------------------------- | ---------------------------- | ---------------------------- |
| 1                  | Bryan Coquard      | Bryan Coquard       | Bryan Coquard         | Preben Van Hecke          | Bryan Coquard                | Topsport Vlaanderen-Baloise  |
| 2                  | Jonas Ahlstrand    | Bryan Coquard       | Bryan Coquard         | Preben Van Hecke          | Bryan Coquard                | Topsport Vlaanderen-Baloise  |
| 3                  | Alexis Gougeard    | Bryan Coquard       | Bryan Coquard         | Julien Antomarchi         | Bryan Coquard                | Topsport Vlaanderen-Baloise  |
| 4                  | Omar Fraile        | Ignatas Konovalovas | Bryan Coquard         | Julien Antomarchi         | Bryan Coquard                | Bretagne-Séché Environnement |
| 5                  | Edward Theuns      | Ignatas Konovalovas | Bryan Coquard         | Julien Antomarchi         | Bryan Coquard                | Bretagne-Séché Environnement |
| Classements finals | Classements finals | Ignatas Konovalovas | Bryan Coquard         | Julien Antomarchi         | Bryan Coquard                | Bretagne-Séché Environnement |

## Liste des participants
- Liste de départ complète

| FDJ                                              | FDJ                      | FDJ  |
| ------------------------------------------------ | ------------------------ | ---- |
| Num                                              | Coureur                  | Pos  |
| 1                                                | David Boucher (FRA)      | 53e  |
| 2                                                | Sébastien Chavanel (FRA) | 67e  |
| 3                                                | Anthony Geslin (FRA)     | 34e  |
| 4                                                | Johan Le Bon (FRA)*      | NP-1 |
| 5                                                | Olivier Le Gac (FRA)*    | 31e  |
| 6                                                | William Bonnet (FRA)     | AB-4 |
| 7                                                | Laurent Pichon (FRA)     | 35e  |
| 8                                                | Marc Sarreau (FRA)*      | NP-4 |
| Directeurs sportifs : Franck Pineau, Marc Madiot |                          |      |

| AG2R La Mondiale ALM                                   | AG2R La Mondiale ALM     | AG2R La Mondiale ALM |
| ------------------------------------------------------ | ------------------------ | -------------------- |
| Num                                                    | Coureur                  | Pos                  |
| 11                                                     | Gediminas Bagdonas (LTU) | 30e                  |
| 12                                                     | Damien Gaudin (FRA)      | 5e                   |
| 13                                                     | Alexis Gougeard (FRA)*   | 68e                  |
| 14                                                     | Quentin Jauregui (FRA)*  | NP-5                 |
| 15                                                     | Blel Kadri (FRA)         | 96e                  |
| 16                                                     | Sébastien Minard (FRA)   | 15e                  |
| 17                                                     | Sébastien Turgot (FRA)   | 64e                  |
| 18                                                     | Johan Vansummeren (BEL)  | 57e                  |
| Directeurs sportifs : Nicolas Guillé, Stéphane Goubert |                          |                      |

| Cofidis COF             | Cofidis COF               | Cofidis COF |
| ----------------------- | ------------------------- | ----------- |
| Num                     | Coureur                   | Pos         |
| 21                      | Jonas Ahlstrand (SWE)     | 69e         |
| 22                      | Steve Chainel (FRA)       | 37e         |
| 23                      | Gert Jõeäär (EST)         | 58e         |
| 24                      | Rudy Molard (FRA)         | 20e         |
| 25                      | Adrien Petit (FRA)*       | 62e         |
| 26                      | Kenneth Vanbilsen (BEL)*  | 59e         |
| 27                      | Michael Van Staeyen (BEL) | 52e         |
| 28                      | Clément Venturini (FRA)*  | AB-5        |
| Directeurs sportifs : ? |                           |             |

| Topsport Vlaanderen-Baloise TSV                         | Topsport Vlaanderen-Baloise TSV | Topsport Vlaanderen-Baloise TSV |
| ------------------------------------------------------- | ------------------------------- | ------------------------------- |
| Num                                                     | Coureur                         | Pos                             |
| 31                                                      | Edward Theuns (BEL)*            | 7e                              |
| 32                                                      | Amaury Capiot (BEL)*            | 60e                             |
| 33                                                      | Tim Declercq (BEL)              | 16e                             |
| 34                                                      | Oliver Naesen (BEL)*            | 43e                             |
| 35                                                      | Stijn Steels (BEL)              | 49e                             |
| 36                                                      | Preben Van Hecke (BEL)          | 29e                             |
| 37                                                      | Pieter Vanspeybrouck (BEL)      | 27e                             |
| 38                                                      | Otto Vergaerde (BEL)*           | AB-4                            |
| Directeurs sportifs : Walter Planckaert, Hans De Clercq |                                 |                                 |

| Europcar EUC                                            | Europcar EUC            | Europcar EUC |
| ------------------------------------------------------- | ----------------------- | ------------ |
| Num                                                     | Coureur                 | Pos          |
| 41                                                      | Bryan Coquard (FRA)*    | 2e           |
| 42                                                      | Antoine Duchesne (CAN)* | 10e          |
| 43                                                      | Jimmy Engoulvent (FRA)  | 48e          |
| 44                                                      | Yohann Gène (FRA)       | 82e          |
| 45                                                      | Vincent Jérôme (FRA)    | AB-1         |
| 46                                                      | Julien Morice (FRA)*    | 100e         |
| 47                                                      | Alexandre Pichot (FRA)  | 75e          |
| 48                                                      | Thomas Voeckler (FRA)   | 42e          |
| Directeurs sportifs : Lylian Lebreton, Benoît Génauzeau |                         |              |

| Auber 93 AUB                           | Auber 93 AUB             | Auber 93 AUB |
| -------------------------------------- | ------------------------ | ------------ |
| Num                                    | Coureur                  | Pos          |
| 51                                     | Steven Tronet (FRA)      | 25e          |
| 52                                     | Maxime Renault (FRA)     | AB-4         |
| 53                                     | César Bihel (FRA)        | 86e          |
| 54                                     | Alo Jakin (EST) (Route)  | 3e           |
| 55                                     | Guillaume Levarlet (FRA) | 50e          |
| 56                                     | Anthony Maldonado (FRA)* | 93e          |
| 57                                     | David Menut (FRA)*       | 18e          |
| 58                                     | Théo Vimpère (FRA)*      | 85e          |
| Directeurs sportifs : Stéphane Javalet |                          |              |

| Roubaix Lille Métropole RLM                               | Roubaix Lille Métropole RLM | Roubaix Lille Métropole RLM |
| --------------------------------------------------------- | --------------------------- | --------------------------- |
| Num                                                       | Coureur                     | Pos                         |
| 61                                                        | Julien Antomarchi (FRA)     | 66e                         |
| 62                                                        | Dieter Bouvry (BEL)*        | 63e                         |
| 63                                                        | Thomas Damuseau (FRA)       | 88e                         |
| 64                                                        | Timothy Dupont (BEL)        | 70e                         |
| 65                                                        | Rudy Kowalski (FRA)*        | 78e                         |
| 66                                                        | Jérémy Leveau (FRA)*        | 84e                         |
| 67                                                        | Baptiste Planckaert (BEL)   | 13e                         |
| 68                                                        | Jimmy Turgis (FRA)*         | 23e                         |
| Directeurs sportifs : Gilles Pauchard, Frédéric Delcambre |                             |                             |

| Bretagne-Séché Environnement # BSE                       | Bretagne-Séché Environnement # BSE | Bretagne-Séché Environnement # BSE |
| -------------------------------------------------------- | ---------------------------------- | ---------------------------------- |
| Num                                                      | Coureur                            | Pos                                |
| 71                                                       | Pierrick Fédrigo (FRA)             | AB-4                               |
| 72                                                       | Matthieu Boulo (FRA)               | 41e                                |
| 73                                                       | Maxime Cam (FRA)*                  | 97e                                |
| 74                                                       | Brice Feillu (FRA)                 | 9e                                 |
| 75                                                       | Arnaud Gérard (FRA)                | 11e                                |
| 76                                                       | Yauheni Hutarovich (BLR) (Route)   | 47e                                |
| 77                                                       | Benoît Jarrier (FRA)               | 36e                                |
| 78                                                       | Florian Vachon (FRA)               | 8e                                 |
| Directeurs sportifs : Emmanuel Hubert, Sébastien Hinault |                                    |                                    |

| Colombia COL                          | Colombia COL               | Colombia COL |
| ------------------------------------- | -------------------------- | ------------ |
| Num                                   | Coureur                    | Pos          |
| 81                                    | Fabio Duarte (COL)         | 99e          |
| 82                                    | Camilo Castiblanco (COL)   | AB-4         |
| 83                                    | Leonardo Duque (COL)       | AB-5         |
| 84                                    | Walter Pedraza (COL)       | 77e          |
| 85                                    | Brayan Ramírez (COL)*      | 80e          |
| 86                                    | Miguel Ángel Rubiano (COL) | 19e          |
| 87                                    | Cayetano Sarmiento (COL)   | 91e          |
| 88                                    | Rodolfo Torres (COL)       | 32e          |
| Directeurs sportifs : Valerio Tebaldi |                            |              |

| Bora-Argon 18 BOA                     | Bora-Argon 18 BOA          | Bora-Argon 18 BOA |
| ------------------------------------- | -------------------------- | ----------------- |
| Num                                   | Coureur                    | Pos               |
| 91                                    | Jan Bárta (CZE)            | AB-5              |
| 92                                    | Phil Bauhaus (GER)*        | 95e               |
| 93                                    | Cesare Benedetti (ITA)     | 22e               |
| 94                                    | Ralf Matzka (GER)          | 46e               |
| 95                                    | Christoph Pfingsten (GER)  | NP-5              |
| 96                                    | Daniel Schorn (AUT)        | 89e               |
| 97                                    | Björn Thurau (GER)         | AB-5              |
| 98                                    | Michael Schwarzmann (GER)* | 71e               |
| Directeurs sportifs : Christian Pömer |                            |                   |

| Caja Rural-Seguros RGA CJR               | Caja Rural-Seguros RGA CJR | Caja Rural-Seguros RGA CJR |
| ---------------------------------------- | -------------------------- | -------------------------- |
| Num                                      | Coureur                    | Pos                        |
| 101                                      | Miguel Ángel Benito (ESP)* | NP-1                       |
| 102                                      | Fabricio Ferrari (URU)     | 73e                        |
| 103                                      | Omar Fraile (ESP)*         | 12e                        |
| 104                                      | José Gonçalves (POR)       | 17e                        |
| 105                                      | Fernando Grijalba (ESP)*   | AB-1                       |
| 106                                      | Ángel Madrazo (ESP)        | NP-5                       |
| 107                                      | Lluís Mas (ESP)            | AB-2                       |
| 108                                      | Heiner Parra (COL)*        | 79e                        |
| Directeurs sportifs : Eugenio Goikoetxea |                            |                            |

| Cult Energy CLT                      | Cult Energy CLT        | Cult Energy CLT |
| ------------------------------------ | ---------------------- | --------------- |
| Num                                  | Coureur                | Pos             |
| 111                                  | Russell Downing (GBR)  | 94e             |
| 112                                  | Christian Mager (GER)* | 92e             |
| 113                                  | Martin Mortensen (DEN) | 76e             |
| 114                                  | Mads Pedersen (DEN)*   | 6e              |
| 115                                  | Michael Reihs (DEN)    | 65e             |
| 116                                  | Troels Vinther (DEN)   | 61e             |
| 117                                  | Joël Zangerlé (LUX)    | NP-1            |
| 118                                  | Karel Hník (CZE)*      | NP-1            |
| Directeurs sportifs : Michael Skelde |                        |                 |

| Roompot Oranje Peloton ROP          | Roompot Oranje Peloton ROP | Roompot Oranje Peloton ROP |
| ----------------------------------- | -------------------------- | -------------------------- |
| Num                                 | Coureur                    | Pos                        |
| 121                                 | Reinier Honig (NED)        | 90e                        |
| 122                                 | Tim Kerkhof (NED)*         | 54e                        |
| 123                                 | Michel Kreder (NED)        | 28e                        |
| 124                                 | Raymond Kreder (NED)       | 24e                        |
| 125                                 | Wesley Kreder (NED)*       | 38e                        |
| 126                                 | Maurits Lammertink (NED)*  | 14e                        |
| 127                                 | André Looij (NED)*         | 74e                        |
| 128                                 | Ivar Slik (NED)*           | 81e                        |
| Directeurs sportifs : Erik Breukink |                            |                            |

| Wanty-Groupe Gobert WGG                        | Wanty-Groupe Gobert WGG | Wanty-Groupe Gobert WGG |
| ---------------------------------------------- | ----------------------- | ----------------------- |
| Num                                            | Coureur                 | Pos                     |
| 131                                            | Frederik Backaert (BEL) | 4e                      |
| 132                                            | Jérôme Baugnies (BEL)   | AB-4                    |
| 133                                            | Tim De Troyer (BEL)*    | 98e                     |
| 134                                            | Tom Devriendt (BEL)*    | AB-1                    |
| 135                                            | Boris Dron (BEL)        | AB-5                    |
| 136                                            | Jan Ghyselinck (BEL)    | AB-3                    |
| 137                                            | Danilo Napolitano (ITA) | 83e                     |
| 138                                            | Roy Jans (BEL)*         | AB-4                    |
| Directeurs sportifs : Hilaire Van der Schueren |                         |                         |

| Marseille 13 KTM M13                                          | Marseille 13 KTM M13        | Marseille 13 KTM M13 |
| ------------------------------------------------------------- | --------------------------- | -------------------- |
| Num                                                           | Coureur                     | Pos                  |
| 141                                                           | Julien Loubet (FRA)         | 39e                  |
| 142                                                           | Alexandre Blain (FRA)       | 26e                  |
| 143                                                           | Julien El Fares (FRA)       | 21e                  |
| 144                                                           | Benjamin Giraud (FRA)       | 51e                  |
| 145                                                           | Ignatas Konovalovas (LTU)   | 1er                  |
| 146                                                           | Yoann Paillot (FRA)*        | 33e                  |
| 147                                                           | Clément Saint-Martin (FRA)* | 40e                  |
| 148                                                           | Evaldas Šiškevičius (LTU)   | 55e                  |
| Directeurs sportifs : Freddy Lecarpentier, Shinichi Fukushima |                             |                      |

| Armée de Terre ADT                                      | Armée de Terre ADT     | Armée de Terre ADT |
| ------------------------------------------------------- | ---------------------- | ------------------ |
| Num                                                     | Coureur                | Pos                |
| 151                                                     | Julien Duval (FRA)*    | 44e                |
| 152                                                     | Alexis Bodiot (FRA)    | 72e                |
| 153                                                     | Fabien Canal (FRA)     | 45e                |
| 154                                                     | Romain Le Roux (FRA)*  | 87e                |
| 155                                                     | Kévin Lebreton (FRA)*  | AB-4               |
| 156                                                     | Quentin Pacher (FRA)*  | 56e                |
| 157                                                     | Benoît Sinner (FRA)    | AB-1               |
| 158                                                     | Benjamin Thomas (FRA)* | AB-4               |
| Directeurs sportifs : David Lima da Costa, Cédric Barre |                        |                    |